# Croisade lituanienne
Croisades baltes

Guerre du royaume de Pologne contre l'ordre Teutonique
Batailles
La croisade lituanienne est une série de campagnes menées par l’ordre Teutonique et l’ordre de Livonie pendant presque 150 ans afin de christianiser de force le grand-duché de Lituanie. Parmi d'autres épidodes importants de cette croisade, figure notamment le Drang nach Osten, la colonisation germanique de l'Europe orientale.
Conventionnellement, les historiens estiment que le conflit débute à l'hiver 1283 après de nombreuses attaques croisées contre les autochtones non catholiques. Pendant la première partie du XIVe siècle, la Lituanie est attaquée par une coalition de l'ordre Teutonique et ses alliés d'Europe occidentale. Pendant la deuxième partie, la Lituanie est dans une période marquée par de nombreuses guerres civiles et de succession. Toutefois, cette période est aussi bien connue pour les rapprochements polono-lituaniens et la conversion au catholicisme du grand-duché. Le XVe siècle est lui caractérisé par le déclin des chevaliers teutoniques lors des soulèvements samogitiens et de la grande guerre teutonique. La croisade se termine en 1422 par la paix du lac de Melno.

## Contexte
Au XIIe siècle, prêchant la seconde croisade au Levant, l'abbé Bernard de Clairvaux écrit que le meurtre des païens est justifié et qu'il accorderait des indulgences à tous les participants de la croisade. Il écrit une lettre qui préconise de soumettre le groupe de Slaves occidentaux appelé Wendes afin qu’ils ne soient pas un obstacle à la deuxième croisade. C'est ainsi qu'en 1147 commence la seconde croisade nordique, la croisade des Wendes.
La Lituanie accepte diverses religions sous les règnes de Mindaugas et Ghédimin. Les premières rencontres entre les missionnaires chrétiens et les Lituaniens ont lieu en 1185, lorsque le prêtre Meinhard de Segeberg est attaqué par les Lituaniens. Le premier raid contre les Lituaniens et les Samogitiens a lieu en 1208. L’Ordre Teutonique reçoit des terres près de Toruń dans les années 1220 par Conrad Ier de Mazovie, rapprochant les croisés des terres lituaniennes. Au moment de l’arrivée des premiers chevaliers teutoniques en 1230 dirigés par Hermann Balk, la religion traditionnelle de la Lettonie et de l’Estonie modernes cède déjà la place au catholicisme, en partie à cause de la présence de colons et de missionnaires.
Des affrontements militaires entre les chrétiens croisés et les Lituaniens ont lieu près des frontières nord de ce qui fait alors partie de la Livonie. Les chevaliers Porte-Glaive, fondés en 1202, commencent des campagnes pour s’étendre dans la région. Grâce à la croisade de Livonie, ils conquièrent la Terra Mariana qui borde la Samogitie lituanienne, ce qui augmente les conflits. Le conflit connait une augmentation exponentielle des combats, qui atteint son apogée en 1236 lors de la bataille de Saule dans laquelle les chevaliers porte-glaive subissent une défaite désastreuse contre une armée conjointe des Samogitiens lituaniens et des Sémigaliens lettons. Il semble que seulement 10 % de l’armée croisée ait survécu et que 48 cavaliers soient morts. De ce fait, Hermann von Salza, grand maître de l'ordre Teutonique, négocie avec le pape Grégoire IX le rattachement à son ordre des chevaliers Porte-Glaive qui aboutit à la création de l'ordre de Livonie lors de l'union de Viterbe.
En 1250, les troupes du maître de Livonie Andreas von Felben et Tautvilas, le neveu de Mindaugas, converti au christianisme, envahissent Nalšia et dévastent cette terre. En 1250 ou 1251, Mindaugas accepte de recevoir le baptême et de renoncer au contrôle de certaines terres de l’ouest de la Lituanie, en échange d’une reconnaissance par le pape Innocent IV en tant que roi. En juillet 1251, le pape signe deux bulles. L’une ordonne à l’évêque de Chełmno de couronner Mindaugas comme roi de Lituanie, de nommer un évêque pour la Lituanie et de construire une cathédrale. L’autre bulle précise que le nouvel évêque doit être directement subordonné au Saint-Siège, plutôt qu’à l’archevêque de Riga. Mindaugas est ainsi baptisé en 1253. En 1254, le prêtre chrétien Vitas, membre de l’ordre de Livonie, est nommé évêque et reconnu par le roi Mindaugas avec l’octroi de terres en Samogitie. La même année, Vitas écriv au pape au sujet des conditions déplorables des chrétiens en Lituanie et demanda un transfert. Le 1er mars 1255, le pape Alexandre IV accède à la requête de Vitas.
En 1257, Burchard Hornhauzen, commandeur de Königsberg, affronte le duc samogitien Alminas à Caloypede. Hornhauzen, blessé, se retire du champ de bataille. Un envoyé samogitien à Riga demande une trêve de deux ans. À l’expiration de la trêve, les Samogitiens ne cherchent pas à obtenir une prolongation et organisent à nouveau un raid en Courlande. Ce raid est peut-être provoqué par Mindaugas, qui accorde la Samogitie dans son intégralité à l’Ordre le 7 août 1259.
Alors que les Samogitiens pillent Courlande, les chevaliers de Kuldīga demandent des renforts à Caloypede. Les Chevaliers poursuivent les Samogitiens en retraite, qui ramènent leur butin chez eux et la bataille décisive gagnée par les Samogitens a lieu près de Skuodas. La Chronique rimée de Livonie attribue la défaite aux lâches Coures, qui ne résistèrent pas à la pression samogitienne et se retirèrent du champ de bataille, laissant les chevaliers exposés. Mindaugas cherche des alliés contre la Horde d’Or qui pille les terres lituaniennes à l’hiver 1259.
Le 25 janvier 1260, les chevaliers obtiennent une bulle du pape Alexandre IV, bénissant la croisade, et concluent un traité de paix avec Siemovit Ier de Mazovie. Les Samogitiens reviennent et écrasent les Teutoniques et les Danois à la bataille de Durbe en 1260. Immédiatement après la bataille de Durbe, les Prussiens se révoltent. Le roi converti de Lituanie Mindaugas aurait abandonné le christianisme après la bataille en voyant que cela n'arrêtait pas les incursions des Croisés. Lorsqu' il est assassiné en 1263, la région entre dans une ère d’instabilité.
Les Lituaniens décident de soutenir les Prussiens et organisent des raids avec l'aide des Sudoviens. Treniota assiège le château de Vėluva en Sambie. Après 7 années de troubles dans le grand-duché, Traidenis prend le pouvoir et gagne à Karuse en 1270 contre Otto von Lutterberg et à Aizkraukle en 1279 contre Ernst de Ratzebourg. À la fin du XIIIe siècle, l’ordre Teutonique réussit à réprimer les révoltes prussiennes, ce qui se traduit par une plus grande stabilité interne et la possibilité de reprendre le conflit à l’est avec les Lituaniens, qui se déroule alternativement depuis des décennies. Ce n’est qu’à l'hiver 1283, après la reconquête des territoires Prussiens, que l’ordre Teutonique concentre ses campagnes sur le fragile et nouveau grand duché de Lituanie,.

## Début du conflit

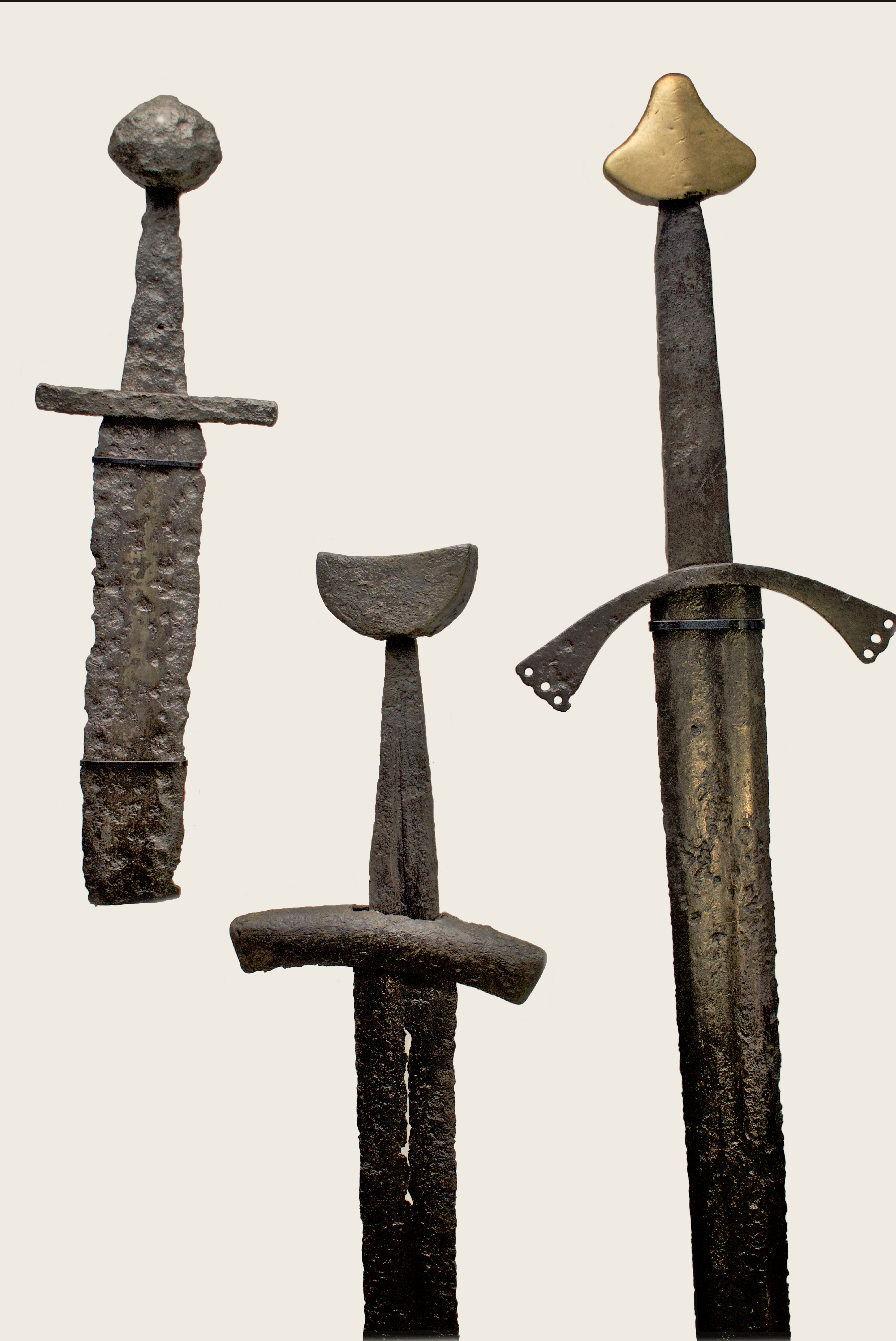
Épées lituaniennes du XIIIe siècle.

Au début, les combats sont pour la plupart limités, car les conditions qui ont permis les victoires rapides des groupes de cavalerie actifs en Livonie au début du siècle n’étaient pas réunies. Le fait que les croisés d’Allemagne et de Pologne n'arrivent pas durant des années force le peuple teutonique à s’habituer à la condition d’un petit nombre d’hommes disponibles. Alors que le grand-duché de Lituanie venait de sortir d’une période de vide politique, l’Ordre décide d’agir rapidement contre les Lituaniens.
La première cible de l'ordre Teutonique est la forteresse de Bisenė, à la frontière occidentale de la Lituanie avec l'actuel oblast de Kaliningrad. Des soldats teutoniques commandés par le maître prussien Konrad von Thierberg traversent le Niémen gelé et attaquent la forteresse lituanienne dans la matinée. La forteresse tombe et elle est brulée. L'Ordre se dirige ensuite vers les régions méridionales de l’État adverse, attaquant en 1284 puis en 1296 Hrodna et ses environs, qui servent à l’époque d’important carrefour stratégique et économique sur le cours supérieur du Niémen. En 1285, le château teutonique nouvellement construit de Heiligenberg est assiégé en vain par les Sémigaliens et les Samogitiens. À l'automne 1289, Butigeidis et 8 000 hommes ravagent la Sambie. En 1290, l'armée du commandeur de Kuldiga attaque Dobele, incendie la ville, mais n’occupe pas le château, va plus loin jusqu’à Kurzeme. Une deuxième armée avec des soldats des châteaux de Mythava, Heiligenberg et Jelgava le long des rivières Platone et Sidrabe, s’est rendue au château de Sidabrene, où ils attaquent le monticule, détruisent la ville et tuent environ 250 défenseurs de la ville.

### Règne de Vytenis (1295-1316)
En 1296, une guerre civile éclate en Terra Mariana entre les citoyens les plus riches de Riga, qui possèdent une sorte de statut spécial, et l’ordre de Livonie.
Le grand-duc lituanien Vytenis décide alors de profiter de la situation difficile en Livonie.
En 1298, le dirigeant lituanien Vytenis attaque les croisés de Livonie en Courlande, une partie de l’archidiocèse de Riga.
Après les succès initiaux des croisés, les deux camps s’affrontent lors de la bataille de Turaida le 1er juin 1298 après que Vytenis a forgé une alliance avec les citoyens de Riga en mars, une ville ostensiblement sous le contrôle de l’ordre Livonien. La bataille est gagnée par l'alliance lituano-rigoise,,.. Le 28 juin l’Ordre reçoit des renforts des chevaliers teutoniques et défait finalement les habitants de Riga et les Lituaniens près de Neuermühlen.

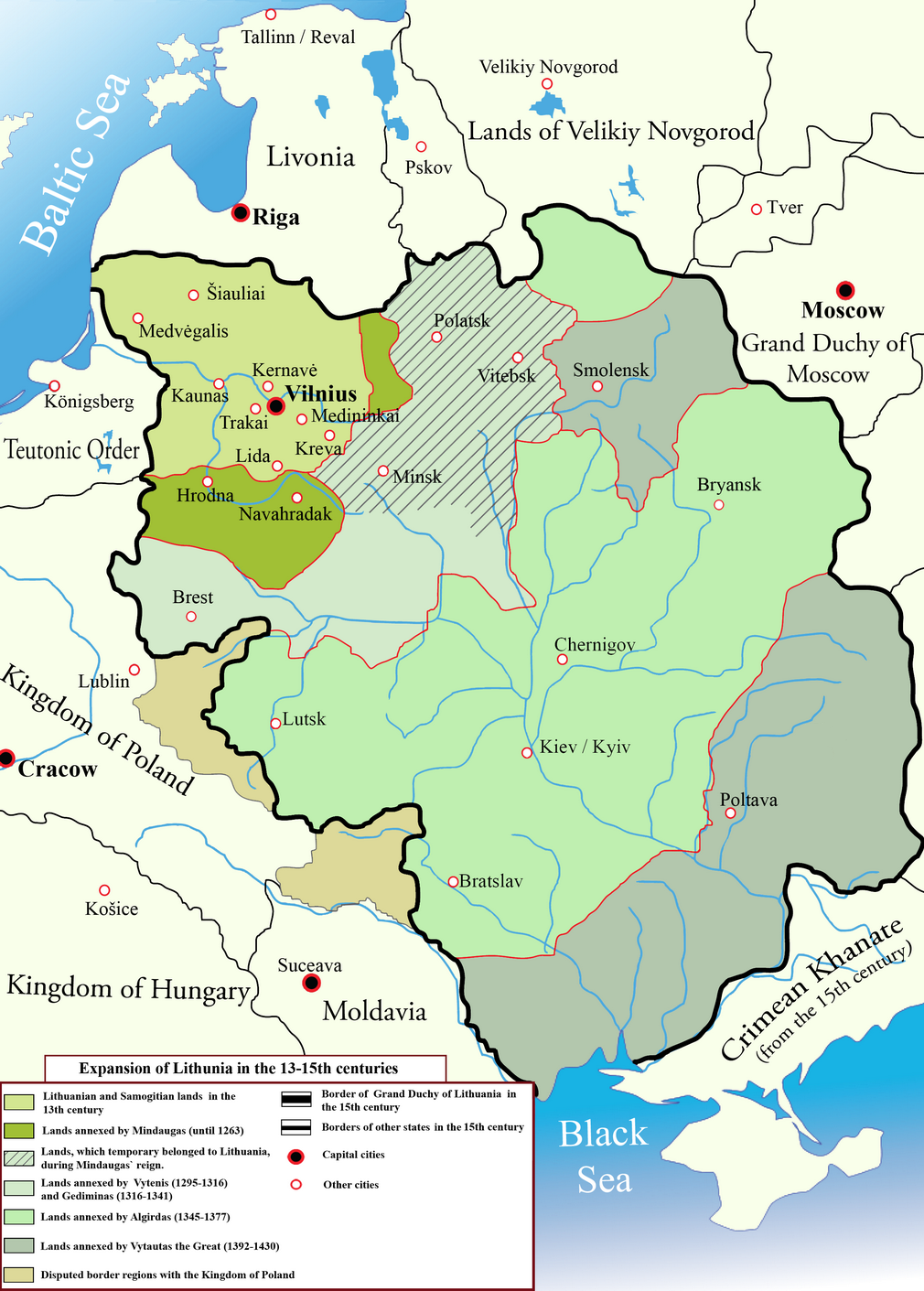
Évolution territoriale de la Lituanie du.

Les escarmouches reprennent en 1303 menées par Vytenis après son couronnement, sous la forme d’attaques isolées, mais non moins fréquentes, orchestrées par les troupes lituaniennes une fois de plus aux portes de la Prusse et, surtout, en direction des places fortes fondamentales de Dorpat et d’Ösel dans l'actuelle Estonie. Il envoie une armée de 2 000 hommes à ses frontières, tandis que des troupes lituaniennes isolées attaquent la Prusse. La situation étant devenue plus stable après la répression des révoltes prussiennes de 1283, l’Ordre Teutonique envoie des unités militaires en Sémigalie et en Scalovie, alors sous contrôle lituanien. En 1304, des sources contemporaines rapportent que des nobles d’autres parties de l’Europe sont venus en aide aux croisés pour participer à une « nouvelle » guerre contre la Lituanie. L’Ordre fait tout son possible pour trouver une stratégie qui permettrait d’entraver les incursions ennemies. La Livonie et la Prusse sont alors reliées par une seule route terrestre, la frontière entre Caloypede et Courlande, qui traverse cependant une zone exposée à l’agression samogite. Pour éviter le risque, il est décidé d’essayer de s’installer en Basse-Lituanie, où il serait possible de construire des forteresses à partir desquelles poursuivre les conquêtes. Jusqu'en 1308, aucune incursion n'est faite. Vytenis préfère adopter une stratégie défensive et assurer son pouvoir interne.

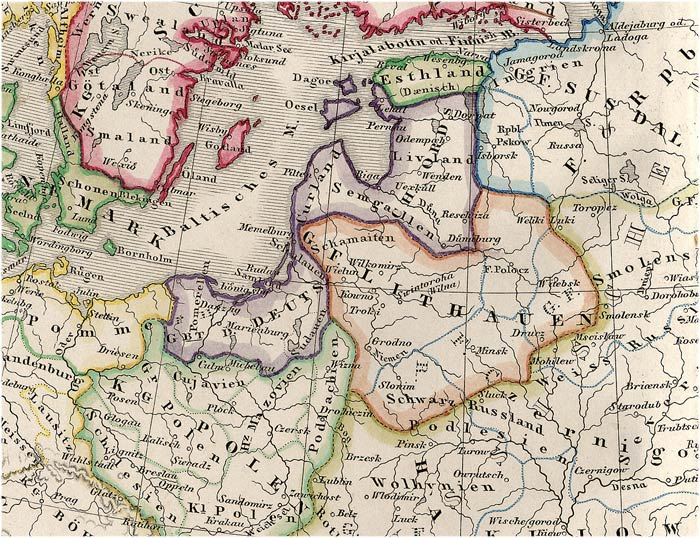
L'Europe centrale au début du XIVe siècle.

Vers 1309, les Teutoniques ont réussi à normaliser la situation en Livonie, et bien qu’ils n’aient soumis ni les habitants de Riga ni ceux de Vytenis, ils ne ressentent plus la même peur que dans la décennie précédente. L'ordre de Livonie consolide son contrôle sur Sémigalie, où les Lituaniens ont des garnisons depuis la bataille d’Aizkraukle. En 1311 a lieu une grande offensive de la Lituanie en Prusse. Le grand-duc aurait échappé aux défenses des ducs de Mazurie à la tête de 8 000 hommes. C'est une des offensives les moins réussies car bien que 4 000 guerriers montés aient réussi à traverser la Varmie jusqu’à Braunsberg, les assaillants sont surpris par les hommes menés par le maréchal Heinrich von Plötzke à Wozławki et sont chassés. Le chambellan de Vytenis est fait prisonnier. Malgré le grand enthousiasme rapporté par les chroniqueurs teutoniques, l’impact de la bataille est plutôt faible, étant donné que le grand-duc a réussi à battre en retraite et que ses forces n’ont pas été définitivement vaincues. En 1313, l’ordre de Livonie s’empare du château de Dynaburg, que les Lituaniens contrôlent depuis 1281. Les dernières attaques majeures de Vytenis ont lieu en 1315 sur Neman et Christmemel, peu de temps avant sa mort. Sa réputation d’opposant radical aux Allemands et de général respecté est restée bien connue même dans les années qui ont immédiatement suivi son départ, au cours desquelles les hostilités se sont poursuivies.

### Règne de Ghédimin (1316-1341)

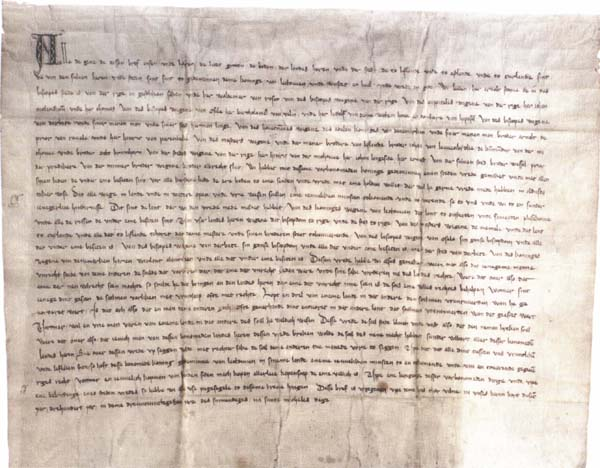
Document de la paix du 2 octobre 1323.

Sous le règne de Ghédimin, les combats se sont intensifiés dans les parties nord et ouest de la frontière. Conscient de l’infériorité technologique de son armée, il tente de s’attirer la sympathie de l’Occident en invitant des marchands et artisans à s’installer au grand-duché de Lituanie. Les Lituaniens peuvent désormais acheter et faire fabriquer les armes les plus récentes, supprimant ainsi les principaux avantages technologiques des croisés. En 1319, il noue une première alliance avec la Horde d'or. Le 27 juillet 1320, à la bataille de Medininkai, le maréchal teutonique Plötzke est tué avec 29 de ses hommes. Un de ses guerriers, Gerhard Rode, commandeur de Sambie, est capturé est vendu comme esclave. Il est ensuite brûlé en sacrifice aux dieux avec un cheval attaché à lui. Afin de garantir la paix pour son pays, Ghédimin s’est une fois de plus livré à de fausses et vagues promesses de conversion, soulignant à nouveau comment l’agressivité des ordres chrétiens pousse les Lituaniens à rejeter le catholicisme,. Le 2 octobre 1323, probablement sous la pression de Rome, qui suit de près l’évolution d’une hypothétique conversion, une paix entre le Grand-Duché et l’Ordre de Livonie est finalement scellée à Vilnius,. Ghédimin s’allie avec le roi de Pologne, Ladislas Ier Petite-Coudée, par une série de mariages entre 1325 et 1328,.
Le 7 février 1326, le roi polonais signe une trêve avec les Teutoniques à Łęczyca. Le 10 février 1326, les armées polonaise et lituanienne lancent une offensive contre la Nouvelle-Marche et s’emparent de la place forte de Międzyrzecz. Cette expédition leur rapporte un important butin et de nombreux prisonniers,, La même année, Ladislas prend la région de Wieluń, qui appartenait à Boleslas l'Ainé, un allié de la Bohême. Dans ses lettres au pape, Ghédimin se plaint que les croisés détruisent les églises chrétiennes pour avoir un casus belli.
De 1326 à 1332, la Pologne, alliée par des mariages à la Hongrie et la Lituanie (Élisabeth de Pologne mariée à Charles Ier Robert en 1320 et Aldona de Lituanie mariée à Casimir de Pologne en 1325) participe à une guerre, conséquence du raid de Brandebourg, contre l'Ordre teutonique, la Bohême et la Mazovie. La guerre est marquée par de nombreux raids et pillages. Forts de ce soutien, les chevaliers de l’Ordre peuvent s’emparer de plusieurs forteresses importantes en Samogitie. Des conflits avec le roi de Pologne et des contributions limitées de Jean Ier de Bohême retardent la conquête de nouveaux territoires.
Le 1er février 1329, Werner von Orseln et Jean attaquent et prennent Medvėgalis. Dans le même temps, le roi Ladislas Ier de Pologne profite du fait que la majeure partie des Teutoniques se trouvent en Lituanie et attaque le pays de Chełmno. Au cours de l’hiver 1329, le roi de Bohême apparait avec une forte armée pour la « bataille païenne » dans le pays de l’Ordre,. La Pologne est devenue plus hostile envers l’ordre Teutonique en raison de leur différend sur la domination de la Poméranie, notamment après la prise de Dantzig. En conséquence, Ladislas stipule un pacte militaire défensif anti-teutonique avec le grand-duc de Lituanie en 1330-1331. Les croisés l’emportent sur les Polonais en Cujavie en 1331 après la bataille de Płowce. Les victoires teutoniques obligent le roi polonais à faire la paix en 1332.
En 1336, une grande armée soutenue par Jean de Bohême et son gendre, Henri XIV de Bavière, traverse le Niémen en Samogitie et attaque le château de Pilėnai. Les défenseurs de la forteresse sont défaits. Les Teutoniques supervisés par Henri de Bavière construisent un fort appelé Bayernbourg. Après avoir subi de lourdes pertes, l’armée de Ghédimin se retire de Bayerbourg et, peu de temps après, le maréchal croisé Heinrich Dusemer, sur ordre du grand maître Dietrich von Altenburg attaque et dévaste le centre de la Samogitie, près de Medininkai. Le 14 août 1338, les croisés, menés par le maréchal des chevaliers teutoniques Heinrich Dusemer, s’engagent dans la bataille contre les Lituaniens à Galialaukė, près de Ragnit. Les Lituaniens sont vaincus. Selon la tradition locale, Ghédimin aurait été touché d’une flèche sous un chêne qui existe encore à l’extérieur des fortifications de Bayernbourg pendant le siège de 1337. Mais il serait mort probablement en 1341.

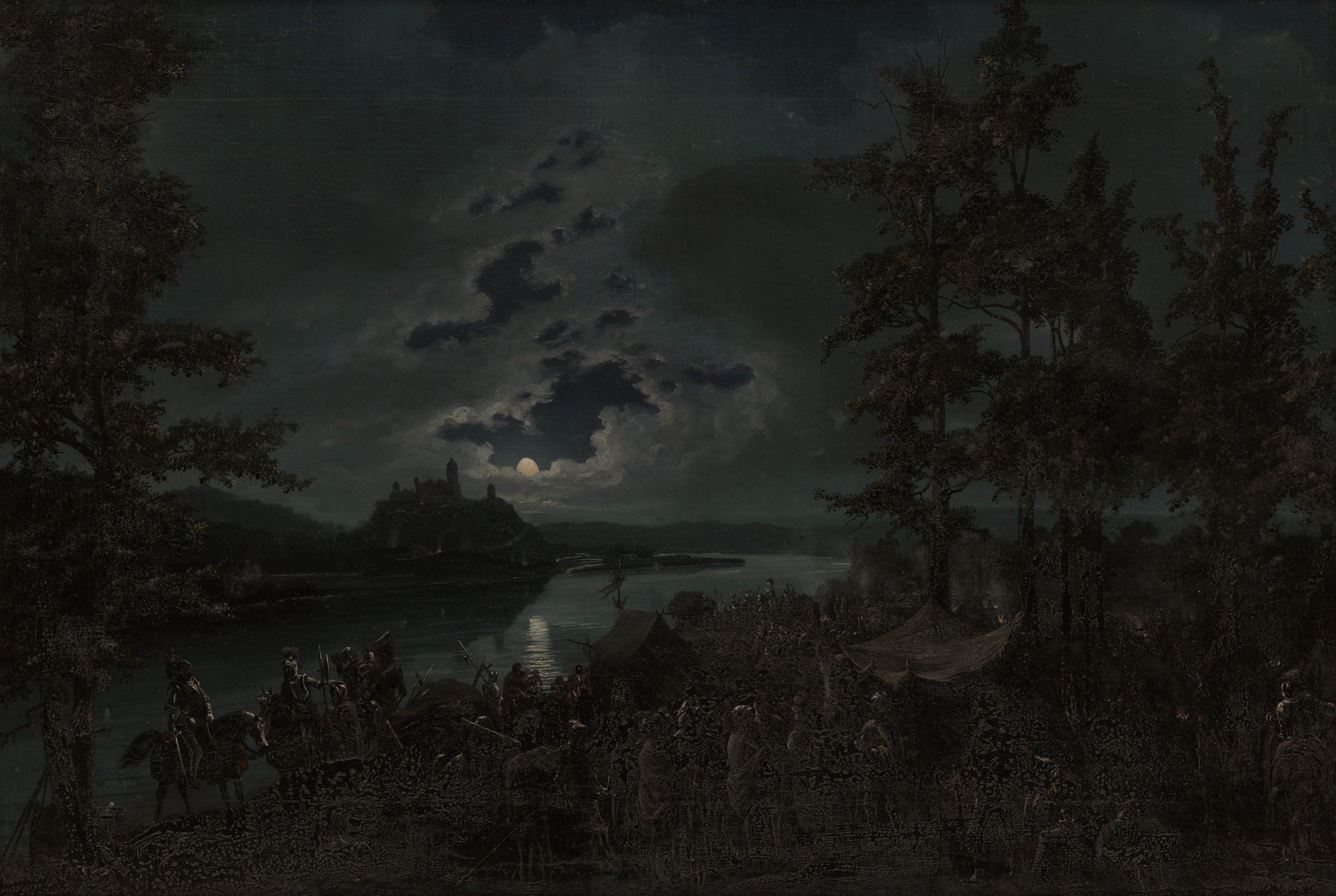
Les croisés attaquant le château de Punia, par Wincenty Dmochowski, 1837.
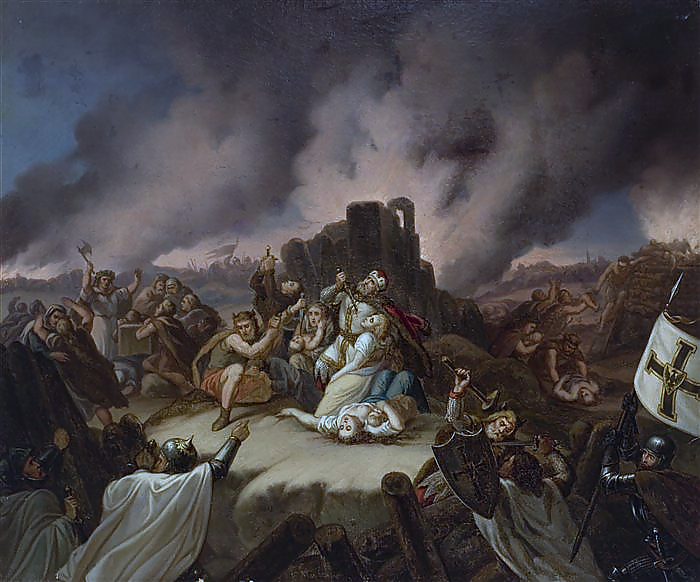
Le duc Margiris défendant Pilėnai de l'attaque teutonique en 1336, par Władysław Majeranowski, XIXe siècle.
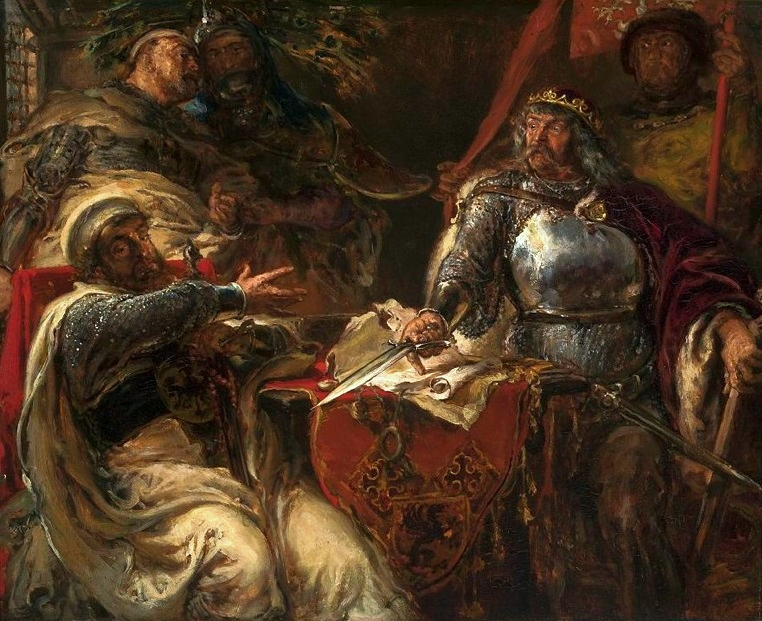
Le roi Ladislas rompt ses accords avec les Chevaliers Teutoniques à Brześć Kujawski, par Jan Matejko, 1879, Musée national de Varsovie.
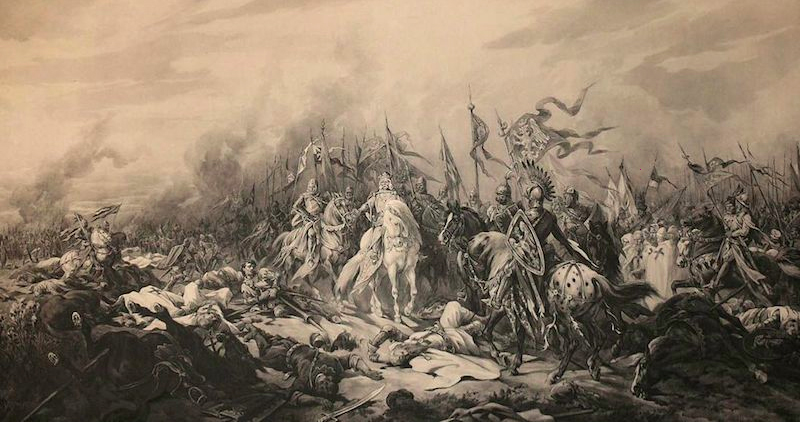
Bataille de Płowce 1331, par Juliusz Kossak, 1883.

## Luttes de pouvoirs

### Règne de Jaunutis (1341-1345)
Après sa mort, la Lituanie est partagée entre ses fils (Jaunutis, Kęstutis et Olgierd) qui s’entredéchirent. Ghédimin a cependant indiqué Jaunutis comme successeur bien qu'il ne soit pas l'aîné. Jaunutis décide de mener une politique pacifique à l'étranger contrairement à ses frères. Olgierd attaque Možajsk en 1341 puis soutient Pskov contre les Teutoniques en 1342. Les Teutoniques de Ludolf König von Wattzau restent paisibles et n'attaquent pas la Lituanie qui s’affaiblit à la suite du démembrement féodal. En 1343, un traité de paix est signé entre la Pologne et l'Ordre, donnant la Cujavie et la région de Dobrzyń à la Pologne en échange de l’offrande perpétuelle de la Poméranie de Dantzig et de la région de Culm à l’Ordre. L'Ordre et plusieurs dirigeants européens attaquent Veliuona en 1343 mais c'est un échec. Ils se retirent en apprenant qu'Olgierd fait campagne au nord, en Livonie. Olgierd et Kęstutis signent un traité de paix avec les Teutoniques en 1344. Kęstutis, duc de Trakai, capture Vilnius de manière inattendue ; il convoque Olgierd et le laisse gouverner tout le duché de Vilnius. En compensation, les frères donnent à Jaunutis la principauté d'Izyaslavl, mais Jaunutis, héritier de leur père Ghédimin, ne veut pas céder et refuse. Il est emprisonné à Vilnius mais s'évade pour Moscou. Olgierd devient grand-duc en 1345.

### Règne conjoint d'Olgierd et de Kęstutis (1345-1377)
Les deux se partagent le contrôle du territoire en tant que diarchistes : les terres au sud-est sont contrôlées par Olgierd et les terres à l’ouest ainsi que la Samogitie sont administrées par Kęstutis. En conséquence, Kęstutis mène la majeure partie de la lutte contre l’ordre Teutonique, avec des résultats mitigés. Le 2 février 1348, le commandant teutonique Winrich von Kniprode remporte une victoire contre les Lituaniens lors de la bataille de la Strėva se déroulant en plein champ. Cette défaite permet aux Teutoniques de détruire la forteresse de Veliuona en août. En 1352, Knipriode, devenu grand maître l'année précédente, se rend compte qu’il est nécessaire de freiner les incursions du grand-duché de Lituanie en concluant une paix avec la Lituanie en 1357 et en apportant son soutien aux ducs polonais hostiles à Casimir III de Pologne. À ce moment-là, il est envisageable que l’Ordre conclue un accord de coopération avec la Lituanie, à la demande de cette dernière. Mais le pape Innocent VI bloque les négociations parce qu’il est « scandalisé » par la perspective d’une alliance entre païens et chrétiens.

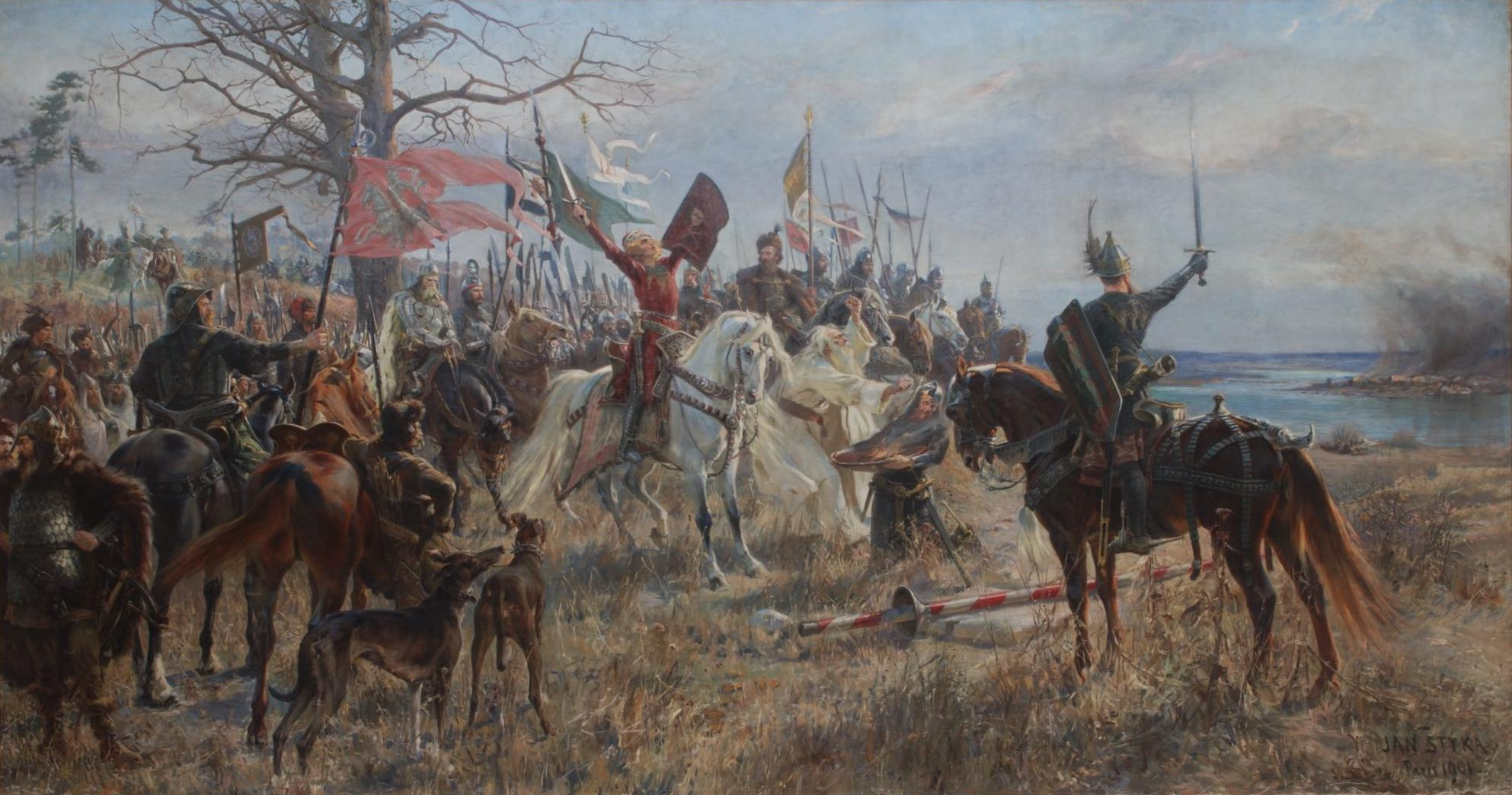
Le serment de Vytautas, grand-duc de Lituanie, par le château de Kaunas en ruines en 1362, par Jan Styka, 1901.

En 1358, l’empereur du Saint-Empire romain germanique Charles IV exprime son désir de paix si le souverain lituanien accepte le christianisme. Olgierd stipule le retrait complet de l’ordre Teutonique de la région baltique, ce que Charles IV rejette parce qu’il a besoin du soutien de l’Ordre. La guerre ne se termine qu’en 1361 lorsqu’un maréchal de l’Ordre, Henning Schindekop (pl) et Louis Ier de Hongrie réussissent à capturer Kęstutis. En avril 1362, une armée teutonique assiège et détruit le château de Kaunas, situé bien à l’intérieur des frontières du grand-duché de Lituanie et capture Vaidotas (en), fils de Kęstutis et commandant chargé de la défense de la garnison. Sous le maréchal Schindekop, une période de dévastations mutuelles commence. Comme à la fin de celle-ci aucun des deux adversaires n’est irréversiblement affaibli, une trêve est conclue et les prisonniers capturés sont mutuellement libérés.
Entre 1362 et 1370, les croisés entreprennent une vingtaine d'« expéditions punitives » mieux coordonnées contre la Lituanie. En ce qui concerne l’avenir de Riga, en 1350, une décision papale confirme à l’archevêque la possession de toute la ville, à l’exception du château. La paix de Dantzig en 1366 voit finalement les chevaliers de Livonie et l’archevêque de Riga parvenir à un accord, dont l’une des conditions est l’institution de la conscription militaire obligatoire. En février 1370, les conditions sont réunies pour une bataille de grande ampleur. Olgierd et Kęstutis rassemblent des contingents de toute la Lituanie, quelques seigneurs féodaux loyaux de la Rus' à Sambie et des Mongols hostiles à l’État monastique. D'autre part, le maréchal Kniprode convoque des unités de différents endroits et les redirige immédiatement vers l’armée principale. Les deux armées s'affrontent à la bataille de Rudau. Malgré son infériorité numérique, l'armée teutonique gagne. Olgierd n’a eu aucun problème à s’échapper lorsque la situation s’est détériorée, mais il n’a plus jamais envoyé de troupes en Prusse. Grâce à ces avancées, l’Ordre Teutonique, toujours bien équipé, attaque la capitale lituanienne, Vilnius, et Trakai,. Les Lituaniens ripostent par des raids sporadiques. Olgierd meurt en mai 1377.

### Règne de Jogaila (1377-1392)

#### Négociations avec les teutoniques, première guerre civile et mariage polonais

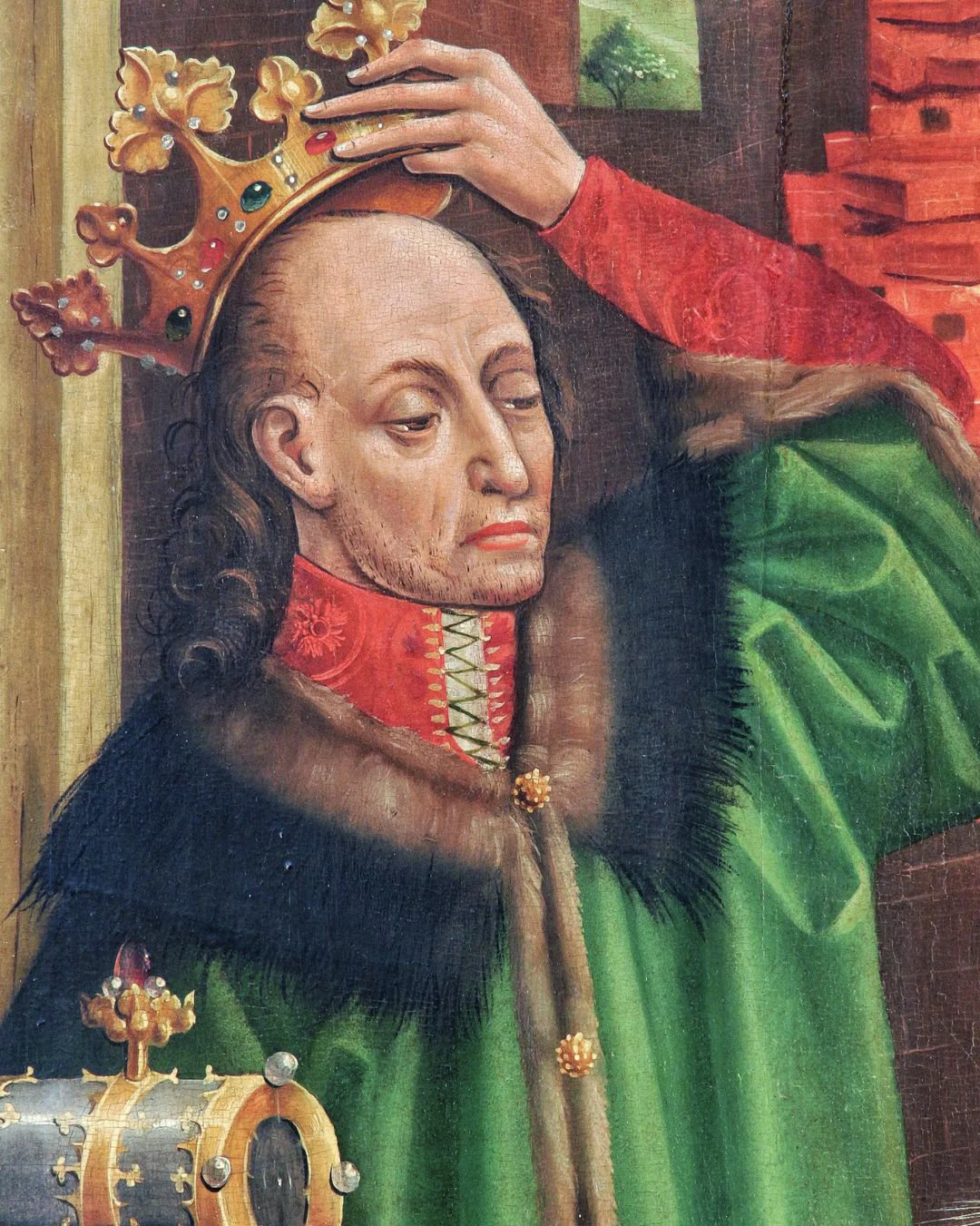
Portrait de Jogaila, cathédrale du Wawel.

Jogaila prend sa succession. Les chevaliers teutoniques continuent leur croisade contre la Lituanie païenne. Le poète autrichien Peter Suchenwirt (en) a laissé le récit d'une de ces campagnes, menée en 1377 menée par le duc Albert III d'Autriche avec des volontaires venus d'Allemagne, France, Angleterre et Écosse dans le but de faire croisade contre les païens en Prusse et en Lituanie. De somptueux festins sont célébrés au château de Königsberg où plus d'un nouveau venu est armé chevalier. Après les festivités, la troupe se dirige vers les forêts de la rive droite du Niémen où vivent des tribus baltes païennes et des Ruthènes orthodoxes. La croisade contre les « païens » prend parfois l'allure d'une chasse à l'homme : les « courtois, honorables et nobles » croisés incendient des villages et des fermes, capturent de prisonniers, massacrent une fête de mariage rencontrée en route. Le poète décrit l'inquiétude des croisés s'enfonçant dans cette forêt obscure, sans clairières ni trouées, la traversée des marécages où les chevaux dérapent et se blessent, des branchages épais où les armures se coincent.
Le « voyage de Lituanie » devient un rituel presque « touristique » avec des fêtes imitées de la Table ronde. Des princes de la haute noblesse européenne y participent plusieurs fois, même après la conversion des princes lituaniens au catholicisme : Jean, roi de Bohême, y vient trois fois. Ces expéditions se déroulent de préférence en hiver, en période de gel. Malgré leur peu de succès militaire, elles sont l'équivalent de joutes et procurent un certain prestige en même temps qu'une initiation à la chevalerie ; en retour, ces seigneurs deviennent des protecteurs et donataires de l'Ordre.

Une grande campagne est organisée à l’hiver 1378, au cours de laquelle les Teutons atteignent Brest et jusqu’à la rivière Pripiat. L’Ordre de Livonie attaque Upytė, et une autre campagne menace la capitale à Vilnius. À l'été 1379, le frère de Jogaila, Skirgaila, est envoyé chez les chevaliers pour discuter de la situation, des moyens possibles de se convertir au christianisme et de la fin du soutien de l’ordre de Livonie à Andreï de Polotsk, ainé d'Olgierd. Des rumeurs ont dit qu’il avait également rendu visite à l’empereur du Saint-Empire romain germanique. Entre-temps, Kęstutis propose de négocier une trêve avec les Chevaliers et un échange de prisonniers. Le 29 septembre 1379, une trêve de dix ans est signée à Trakai. C'est le dernier traité que Kęstutis et Jogaila signent ensemble. Elle est suivie d’une négociation secrète de trois jours entre Jogaila et les Chevaliers à Vilnius. La trêve ne protège que les terres chrétiennes du sud, tandis que les royaumes païens dans le nord et l’ouest de la Lituanie sont toujours vulnérables aux attaques teutoniques.

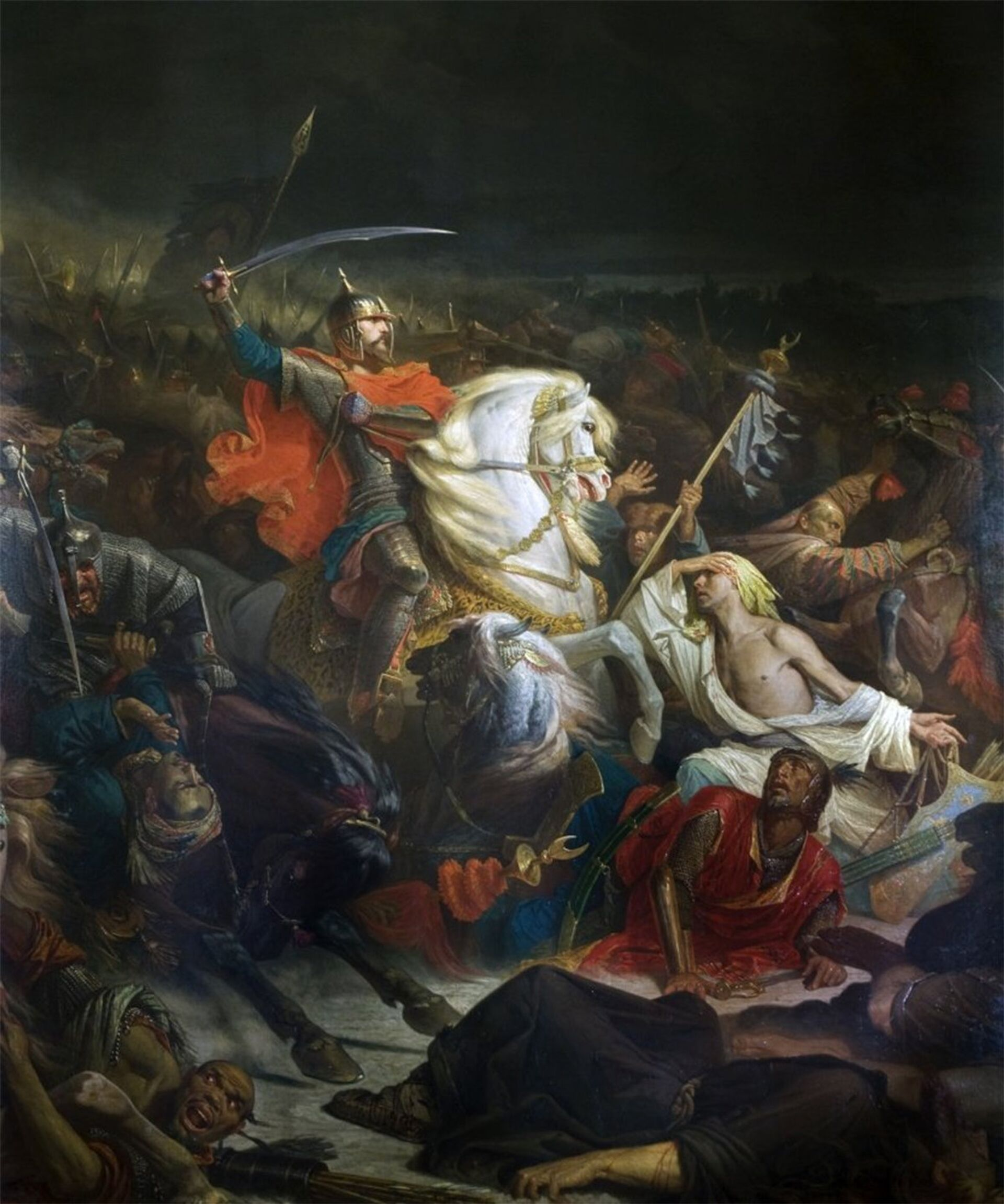
La Bataille de Koulikovo, par Adolphe Yvon, 1849, Moscou, Grand Palais du Kremlin.

En février 1380, Jogaila, sans Kęstutis, conclut une trêve de cinq mois avec l’ordre de Livonie pour protéger ses domaines lituaniens et cesser le soutien de la Livonie à Andreï de Polotsk. Le 31 mai 1380, Jogaila et le Grand Maître Winrich von Kniprode signent le traité secret de Dovydiškės. Les clauses du traité sont, dans l’ensemble, alambiquées et pas tout à fait claires. Sur la base des termes de l’accord, Jogaila accepte de ne pas intervenir lors des attaques des chevaliers teutoniques contre Kęstutis ou ses enfants. Cependant, s’il est nécessaire d’apporter de l’aide à Kęstutis pour éviter tout soupçon, il ne s’agit pas d’une violation du traité. La Horde d'or s'allie brièvement avec la Lituanie contre la Russie à la bataille de Koulikovo.
Au début de l'année 1381, sans violer le traité de Dovydiškės, les chevaliers teutoniques attaquent le duché de Trakai et la Samogitie à deux reprises. Lors d’un raid vers Trakai, les chevaliers teutoniques utilisent des bombardes pour la première fois. Ils détruisent Naujapilis, faisant environ 3 000 prisonniers. En août 1381, Kuno von Liechtenstein, commandeur d’Osterode et parrain de Danutė de Lituanie, informe Kęstutis du traité secret. En Lituanie, une lutte de pouvoir éclate, confrontant les fils d’Olgierd, notamment Jogaila et Skirgaila, à Kęstutis et à son fils Vytautas. Kęstutis profite de ce que Jogaila est parti écraser la rébellion de Polotsk pour s'emparer de la capitale Vilnius et du pouvoir. Jogaila est fait prisonnier sur le chemin du retour à Vilnius,. Il jure fidélité au nouveau grand-duc pour être relâché. Kęstutis reprend alors la guerre contre les chevaliers teutoniques. Son armée attaque la Varmie et tente de s’emparer de Georgenburg.

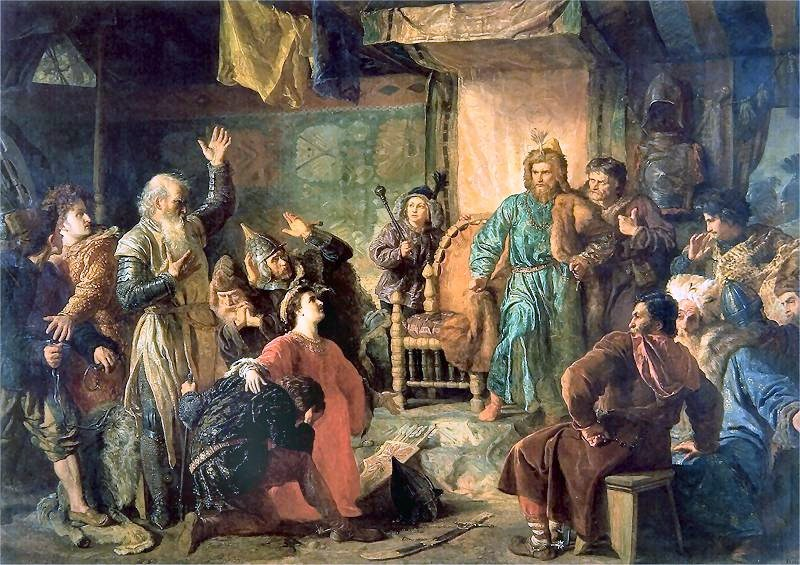
Vytautas et Kęstutis emprisonnés par Jogaila, par Wojciech Gerson, 1873.

Le 12 juin 1382, alors que Kęstutis est parti combattre Dymitr Korybut de Novhorod-Siverskï et que Vytautas est absent à Trakai, les habitants de Vilnius, dirigés par le marchand Hanul de Riga, laissent entrer l’armée de Jogaila dans la ville. Vytautas tente de rassembler ses forces à Trakai et d’attaquer Vilnius, mais Jogaila monte sur le trône. Le 6 juillet, il signe la trêve de deux mois de Bražuolė avec les chevaliers teutoniques. Vytautas se retire de Trakai face aux forces conjointes de l’Ordre Teutonique et de Jogaila, et la ville capitule le 20 juillet. Entre-temps, Kęstutis rallie ses partisans en Samogitie, son fils Vytautas cherche des soldats à Hrodna et son frère Liubartas recrute en Galicie-Volhynie. Le 3 août 1382, les armées de Kęstutis et de Jogaila se rencontrent près de Trakai pour une bataille décisive, mais les armées finissent par ne pas s'affronter. Les deux parties conviennent de négocier. Kęstutis et Vytautas arrivent dans le camp de Jogaila, mais sont arrêtés et envoyés dans une prison au château de Kreva. Leur armée est dissoute. Le 15 août, cinq jours après son emprisonnement, Kęstutis est retrouvé mort par Skirgaila. Jogaila affirme qu’il s’est pendu, mais des rumeurs se répandent selon lesquelles il aurait été étranglé. Jogaila organise de grandes funérailles païennes à Kęstutis : son corps est brûlé avec des chevaux, des armes et d’autres trésors à Vilnius.
Vytautas reste en prison jusqu’à l’automne 1382. Il réussit à s’échapper avec l’aide de sa femme Anna. Vytautas rejoint les Teutoniques. Finalement, en juin 1383, une rencontre prévue entre Jogaila et le Grand Maître n’a pas lieu sous un prétexte formel et l’alliance se rompt. Le 21 octobre 1383, Vithold accepte de recevoir le sacrement du baptême. Les Chevaliers reprennent leur guerre contre la Lituanie après de nombreux désaccords avec Jogaila. Au début du mois de septembre, les Chevaliers et Vytautas prennent brièvement le contrôle de Trakai et attaquent sans succès Vilnius. Le 30 janvier 1384, à Königsberg, Vytautas signe le traité de Königsberg et promet de devenir le vassal de l’Ordre et de céder une partie de la Samogitie à l’Ordre Teutonique, jusqu’à la rivière Nevėžis et y compris Kaunas
.

En mai 1384, l'Ordre lance un puissant raid contre Kaunas qui est prise et rasée ; à la place, les Chevaliers construisent la nouvelle forteresse de Neumarienverder. En juillet, Jogaila fait la paix avec son cousin en lui promettant de lui rendre ses terres. Neumarienverder est assiégée par les forces conjointes de Jogaila et de Vytautas, réconciliés, et tombe au bout de six semaines. Au cours de ces attaques, Vytautas capture le chevalier Marquard von Salzbach (en).

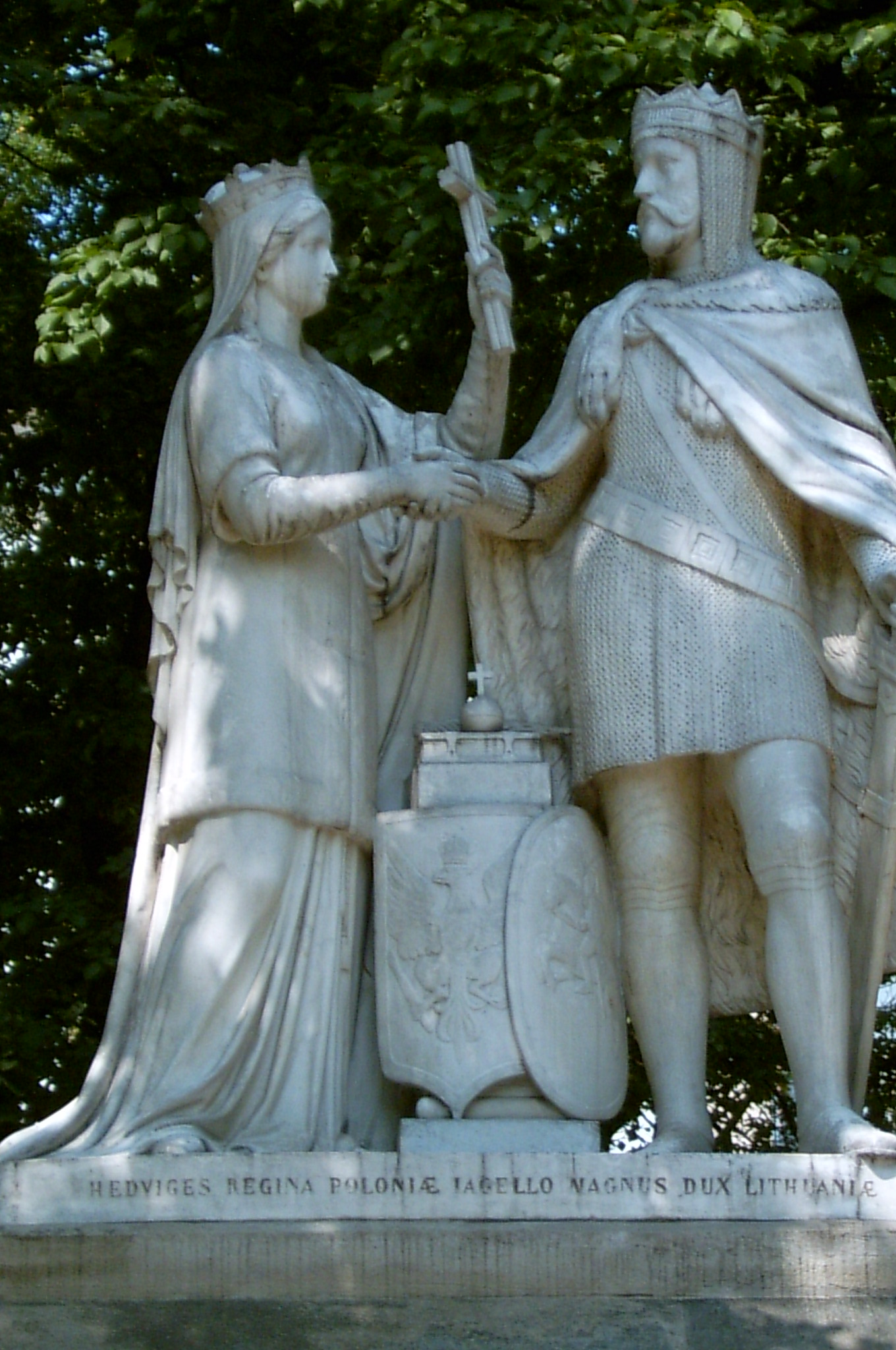
Monument représentant Jogaila et Hedwige, Cracovie

Jogaila crée une nouvelle alliance importante avec le royaume de Pologne lorsqu’il obtient un accord, connu sous le nom d’union de Krewo en août 1385, pour épouser la reine de Pologne âgée de douze ans, Hedwige d'Anjou. Il devient ainsi roi de Pologne. Comme condition au mariage et au couronnement, Jogaila accepte de renoncer lui-même au paganisme, de christianiser ses sujets, et d’établir une union personnelle entre la Pologne et la Lituanie. L’Union est un développement malvenu pour les chevaliers Teutoniques, car elle unit la Pologne et la Lituanie, deux États hostiles à l’Ordre, et une Lituanie christianisée prive les Chevaliers de leur justification idéologique pour mener la croisade lituanienne. Ainsi, l’Ordre cherche des occasions de défaire l’union polono-lituanienne ; ils réclament la Samogitie, une partie de la Lituanie occidentale qui borde la mer Baltique, et refusent de reconnaître le baptême de Jogaila en 1386. En 1387, la Pologne mène deux expéditions militaires réussies en Ruthénie rouge, récupère les terres de Louis Ier de Hongrie et obtient l’hommage du prince Petru Ier de Moldavie.

#### Seconde guerre civile et mariage russe

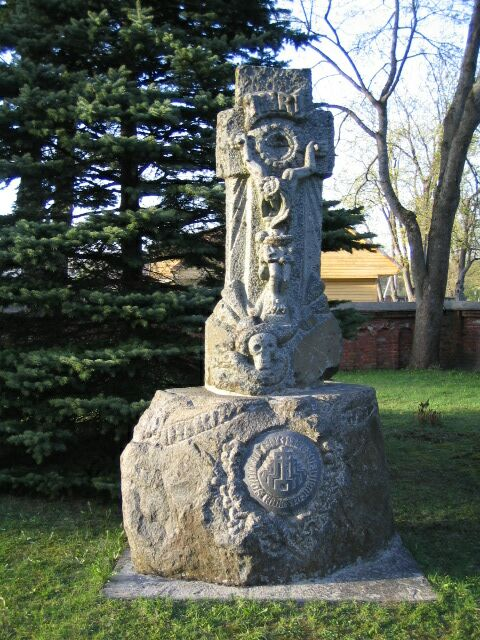
Sculpture conservée près de l’église Saint-Jean-Baptiste de Plungė commémorant la conversion de la Lituanie au christianisme.

Une seconde guerre civile commence en 1389 opposant Vytautas soutenu par les chevaliers Teutoniques à Jogaila et Skirgaila. Vytautas cherche alors une alliance militaire avec les Chevaliers, envoyant le chevalier captif Marquard von Salzbach pour négocier. Le 19 janvier 1390 à Lyck, Vytautas signe le traité de Lyck confirmant les termes d’un accord antérieur, le traité de Königsberg, signé en 1384 lors de son premier conflit avec Jogaila. Selon les termes de ce traité, les Chevaliers se voient promettre la Samogitie, jusqu’à la rivière Nevėžis, en échange de leur assistance militaire. Ayant été trahis, les Chevaliers demandent des otages comme garantie de la loyauté de Vytautas : ses frères Sigismond et Tautvilas, sa femme Anna, sa fille Sophia, sa sœur Rymgajla, son favori Ivan Olshanski et un certain nombre d’autres nobles. Le camp de Jogaila regroupant les armées polonaise et lituanienne a l'avantage durant la première partie de la guerre de 1389 à 1390. Il inflige des défaites à l'armée teutonique. Pendant le siège de Vilnius, Karigaila et Tautvilas meurent. Toutefois, la guerre ne se termine pas.
Le 21 janvier 1391, la fille unique de Vytautas, Sophie de Lituanie, épouse Vassili Ier de Russie, grand-prince de Moscou. Cette alliance renforce l’influence de Vytautas sur les terres slaves et représente un nouvel allié potentiel contre la Pologne. Après la mort de Konrad Zöllner von Rotenstein, Konrad von Wallenrode le remplace. Von Wallenrode fait appel à de nouveaux volontaires de France, d’Angleterre et d’Écosse. Parmi ceux qui ont répondu, il y a William Douglas de Nithsdale, un croisé écossais. En 1391, Jogaila décide de chercher un compromis avec Vytautas. Au printemps 1392, Jogaila propose un compromis par l’intermédiaire de son émissaire, Henri de Mazovie, évêque de Płock : Vytautas devient grand-duc de Lituanie s’il reconnait Jogaila comme duc suprême. À l’été, Vytautas obtient la libération d’un grand nombre des otages qu’il avait donnés aux Chevaliers et accepte l’offre. Comme cet accord avec Jogaila est conclu en secret, les chevaliers ne se doutent de rien lorsque Vytautas les invite aux festivités de son quartier général, le château de Ritterswerder sur une île du Niémen. La plupart des invités de marque sont faits prisonniers et l’armée de Vytautas attaque et détruit les châteaux en bois de Ritterswerder, Metenburg et Neugarten près de Hrodna,. L’accord d’Ostrów, officialisant l’arrangement et mettant fin à la guerre civile, est signé le 4 août 1392.

## Règne de Vytautas

### Politique et campagnes lituaniennes
Grâce à une habile campagne militaire menée en 1394, Vytautas vainc une coalition composée des monarques de Moldavie, de Volhynie et de Galice à Kremenets, réussissant à éliminer les quelques adversaires qui le gênent encore et à sécuriser les frontières sud-ouest du Grand-Duché. À cette époque, avec l’aide du duc de Smolensk dans la bataille, il attaque Vitebsk, dont le gouverneur avait été privé de pouvoir et tué par Švitrigaila. Švitrigaila est crédité de la tentative d’assassinat de Vytautas en 1394 qui s'est soldée par un échec. En 1395, Vytautas assiège et récupère Smolensk. En 1398, Vytautas encourage de nombreuses familles karaïtes et des familles tatares de confession musulmane à s’installer en Lituanie.

### Expéditions contre les Mongols (1397-1399)

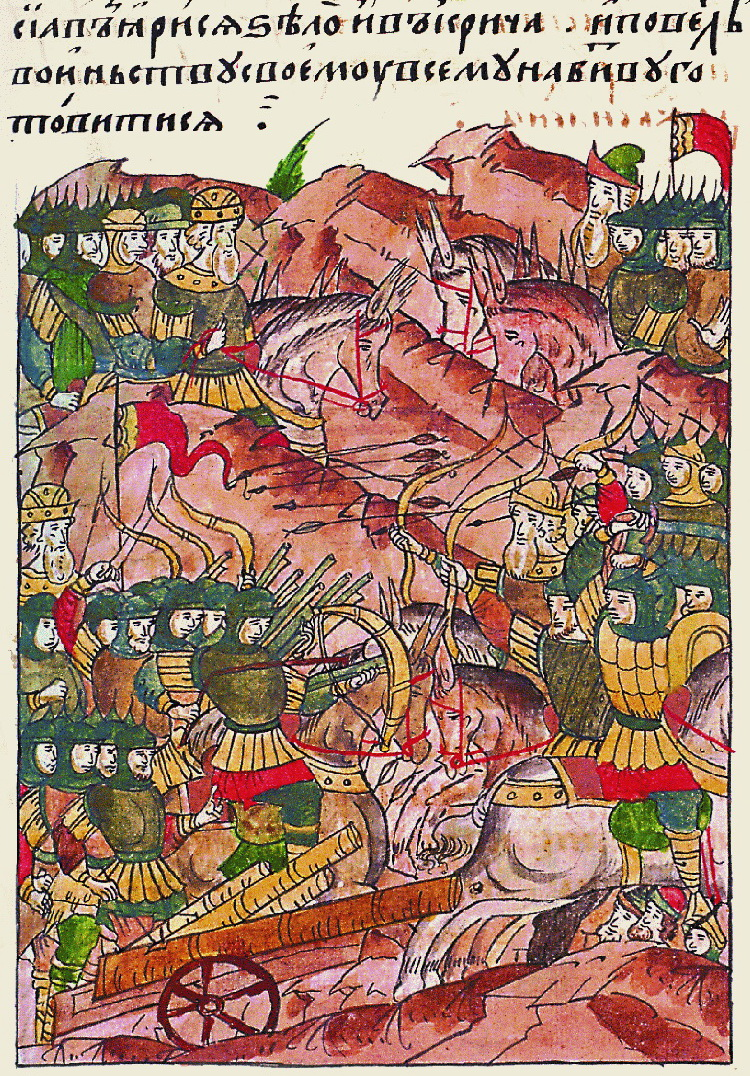
Bataille de la Vorskla, illustration tirée de Chronique illustrée d'Ivan le Terrible.

À la fin des années 1380, les relations entre Tokhtamych (1342-1406), Khan de la Horde d'or (1243-1502), et son ancien maître, Tamerlan (1320/1336-1405), se tendent. En 1395, après avoir perdu la guerre entre Tokhtamysh et Timur, Tokhtamysh est détrôné par le parti du khan Temür Qutlugh (en) et de l’émir Edigu, soutenu par Tamerlan. Tokhtamysh s’enfuit au grand-duché de Lituanie et demande à Vytautas de l’aider à reprendre la Horde en échange de l’abandon de sa suzeraineté sur les terres ruthènes. Vytautas rassemble une grande armée qui comprenait des Lituaniens, des Ruthènes, des Polonais, des Moldaves et des Valaques. Pour obtenir le soutien des chevaliers Teutoniques, Vytautas signe le traité de Salynas le 12 octobre 1398, livrant la Samogitie aux chevaliers, et promettant la paix entre les deux rivaux. Le gendre de Vytautas, Vassili Ier de Moscou, officiellement vassal tatare, ne rejoint pas la coalition. Les forces conjointes organisent trois expéditions dans les territoires tatares, en 1397, 1398 et 1399. Après deux expéditions jusqu'en Mer Noire, en Crimée et au Don, les armées mongoles et coalisées se rencontrent près de la rivière Vorskla. Marquard von Salzbach envoie 1 600 cavaliers teutoniques. La coalition subit une défaite écrasante le 12 août 1399 et la majorité des commandants meurent. Les Tatars assiègent ensuite Kiev la même année.

### Soulèvements samogitiens (1400-1409)
À l’été 1400, le grand maître de l'ordre Teutonique envoie Heinrich von Schwelborn (pl) gouverner la Samogitie depuis les châteaux de Kaunas et de Friedeburgh. Au cours de l’hiver 1400, Vytautas aide les Chevaliers dans l’un de ces raids. Les Samogitiens lui demandent de l’aide et veulent se rendre à lui, mais il refuse pour respecter le traité avec les Chevaliers. Incapables de résister et sans l’aide de Vytautas, les Samogitiens se rendent aux Chevaliers pour la première fois. Ceux-ci essaient de maintenir des relations amicales avec Vytautas, ils accueillent sa femme Anna lors de son pèlerinage sur la tombe de Dorothée de Montau et lui envoient des cadeaux. Des désaccords surgissent rapidement lorsque l’Ordre exige le retour d’environ 4 000 paysans qui se sont enfuis en Lituanie. Vytautas fait valoir que, gens libres, ils ont le droit de choisir où vivre. Le désaccord n’est pas résolu par des moyens diplomatiques et se transforme en guerre.

L'état teutonique en 1410.

Les combats commencent le 13 mars 1401, après que l'union de Vilnius et Radom a été ratifiée par les nobles polonais en mars, assurant à Vytautas le soutien de la Pologne. Les Samogitiens organisent une rébellion locale, capturant et brûlant les deux châteaux nouvellement construits. À l’automne 1401, les chevaliers attaquent Kaunas et Hrodna. En mai 1402, les Samogitiens brûlent Caloypede. Vytautas rejoint le combat en 1402 en attaquant Gotteswerder qui se rend en 3 jours. En juillet, Švitrigaila, devenu allié des teutoniques après des différends avec son frère, mène l’armée des chevaliers au sud de Vilnius. En 1403, le pape Boniface IX publie une bulle interdisant aux chevaliers teutoniques de déclarer la guerre à la Lituanie. Une trêve temporaire est signée en décembre et la paix de Raciąż est conclue le 22 mai 1404.
Après la prise de Smolensk en juin 1404, Vytautas envahit le pays de Pskov et ravage la forteresse de Kolozhe en 1406. C’est ainsi que commence la guerre lituano-moscovite de 1406-1408. À la fin du mois de juin, les Pskovites, dirigés par Daniil Alexandrovitch, font une campagne près de Polotsk et l’assiègent sans succès pendant trois jours. En août, l'Ordre de Livonie entre en guerre aux côtés de Vytautas. Les forces combinées de l’Ordre, des évêchés de Dorpat et de Courlande ravagent les environs d’Izborsk, d’Ostrov et de Kotelno. Le 7 octobre, Daniil Aleksandrovich et le maire Youri Filippovitch partent pour la terre germanique et battent les Livoniens à Kiriempa. Les Pskovites sachant qu'il ne peuvent continuer la guerre contre deux ennemis, demandent en premier lieu l'aide militaire de Novgorod qui refuse, puis celle de Moscou. Vassili Ier rompt la paix avec Vytautas. Une grande campagne réussie est menée au-delà de la rivière Narva à Porkh en juin 1407 dirigée par Konstantin Dmitrievich. En août, après le départ de Dmitrievich, le maître livonien Conrad de Vitinghove part du sud de la Livonie vers Pskov. Le 21 août, les armées croisent le fer à la bataille de Kamenka. Celle-ci se termine par une victoire tactique pour les Livoniens, qui conservent le champ de bataille. Cependant, en raison de lourdes pertes, de Vitinghove est contraint d’abandonner la campagne contre Pskov et de se retirer en Livonie. Une bataille navale a lieu gagnée par les Livoniens. En 1408, les forces lituano-livoniennes assiègent Velje mais sont repoussées par un détachement de Voronich. À l'automne, l'Ordre conclut une trêve et signe la paix à l'été 1409 à Kiriempa.
À la fin de l’année 1408, lorsque Vytautas termine ses campagnes à l’est, les tensions montent entre lui et les chevaliers.
Les Samogitiens, irrités par une famine en 1408, se soulèvent à nouveau le 26 mai 1409. Ils réussissent à prendre et à brûler Christmemel, Friedeburg, Dobesinbourg ; seul Caloypede résiste aux attaques. Bien que Vytautas soutienne secrètement les Samogitiens, il adhère officiellement à la paix de Raciąż. C’est à l’été 1409 que Vytautas se révolte ouvertement contre les Chevaliers, après que ceux-ci aient bloqué vingt navires chargés de céréales envoyés par Jogaila depuis Thorn pour soulager la famine.
Alors que le soulèvement s’empare de toute la région, les forces teutoniques évacuent vers la Prusse. Švitrigaila s’allie une fois de plus avec les chevaliers dans l’espoir de renverser Vytautas et de devenir le grand-duc, mais il est arrêté et emprisonné. Lorsque les chevaliers menacent d’envahir la Lituanie, la Pologne, par l’intermédiaire de l’archevêque Mikołaj Kurowski, déclare son soutien à la cause lituanienne et menace d’envahir la Prusse en retour.

### Grande Guerre polono-teutonique (1409-1411)
Ulrich von Jungingen, grand maître de l'Ordre Teutonique, déclare la guerre au royaume de Pologne et au grand-duché de Lituanie le 6 août 1409.
Les forces teutoniques passent aussitôt à l'offensive et envahissent la Grande-Pologne et la Cujavie par surprise,, mais les Polonais repoussent l'invasion et reconquièrent Bydgoszcz.
Les Samogitiens, de leur côté, attaquent Caloypede.
Un accord d'armistice signé le 8 octobre 1409 donne du répit aux combattants jusqu'au 24 juin de l'année suivante.
L’Ordre paie également 300 000 ducats à Sigismond de Luxembourg, qui a des ambitions concernant la Moldavie, pour une assistance militaire mutuelle.
Sigismond tente de briser l’alliance polono-lituanienne en offrant à Vytautas une couronne royale : l’acceptation de Vytautas aurait violé les termes de l’accord d’Ostrów et créé une discorde entre la Pologne et la Lituanie.
Dans le même temps, Vytautas réussit à obtenir une trêve de l’Ordre de Livonie.
En décembre, Ladislas et Vytautas se mettent d'accord pour attaquer avec leurs deux armées réunies la capitale de l'Ordre, Marienburg.
Ulrich von Jungingen concentre ses forces à Schwetz, un lieu central d’où les troupes peuvent répondre assez rapidement à une invasion d’où qu'elle vienne.
En janvier 1410, le statu quo des frontières est reconnu à Prague.
Le 3 juillet, la force commence sa marche vers le nord en direction de Marienburg.
Ulrich von Jungingen demande un prolongement de l'armistice jusqu'au 4 juillet pour permettre à ses renforts d'Europe de l'Ouest de le rejoindre.
Le 5 juillet, il une escarmouche a lieu à la suite de laquelle la garnison teutonique de Schwetz est battue. La frontière prussienne est franchie le 9 juillet. Dès qu’Ulrich von Jungingen saisit les intentions de ses ennemis, il laisse 3 000 hommes à Schwetz sous les ordres de Heinrich von Plauen et fait marcher les forces principales pour organiser une ligne de défense sur la rivière Drwęca,.
Le 11 juillet, Jogaila décide de ne pas traverser la Drwęca à Kurzętnik qui est une position forte et défendable. Au lieu de cela, l’armée contournerait le passage de la rivière en tournant vers l’est, vers ses sources, où aucune autre rivière majeure ne sépare son armée de Marienburg. L’armée teutonique suit la Drwęca vers le nord, la traverse près de Löba, puis se déplace vers l’est en parallèle avec l’armée polono-lituanienne. Le 13 juillet, les forces alliées atteignent la ville de Gilgenburg et la ravage. Le 15 juillet 1410, la Pologne, la Lituanie et leurs vassaux affrontent l'ordre et ses vassaux de Poméranie et d'Oleśnica à la bataille de Grunwald,, l'une des plus grandes du Moyen Âge.
L'ordre Teutonique est battu à plate couture et la plupart des commandants sont tués dont le maître Jungingen.
Après la bataille, beaucoup de commandants sont exécutés par Vytautas comme Marquard von Salzbach.
Heinrich von Plauen prépare immédiatement la défense de Marienburg.
Les forces polono-lituaniennes arrivent le 26 juillet.
Le 19 septembre, les assaillants lèvent le siège.
Les détachements du roi Sigismond sous le commandement du commandant hongrois Scibor de Stborzicz attaquent Nowy Sącz.
Sur le chemin du retour, les troupes hongroises sont battues près de Bardejov par le châtelain de Lublin, Jan de Szczekocin. Les Polonais seuls attaquent Koronowo le 10 octobre et battent l'armée de Michael Küchmeister von Sternberg. L'armée polonaise de Janusz Brzozogłowy prend Tuchola le 5 novembre 1410.

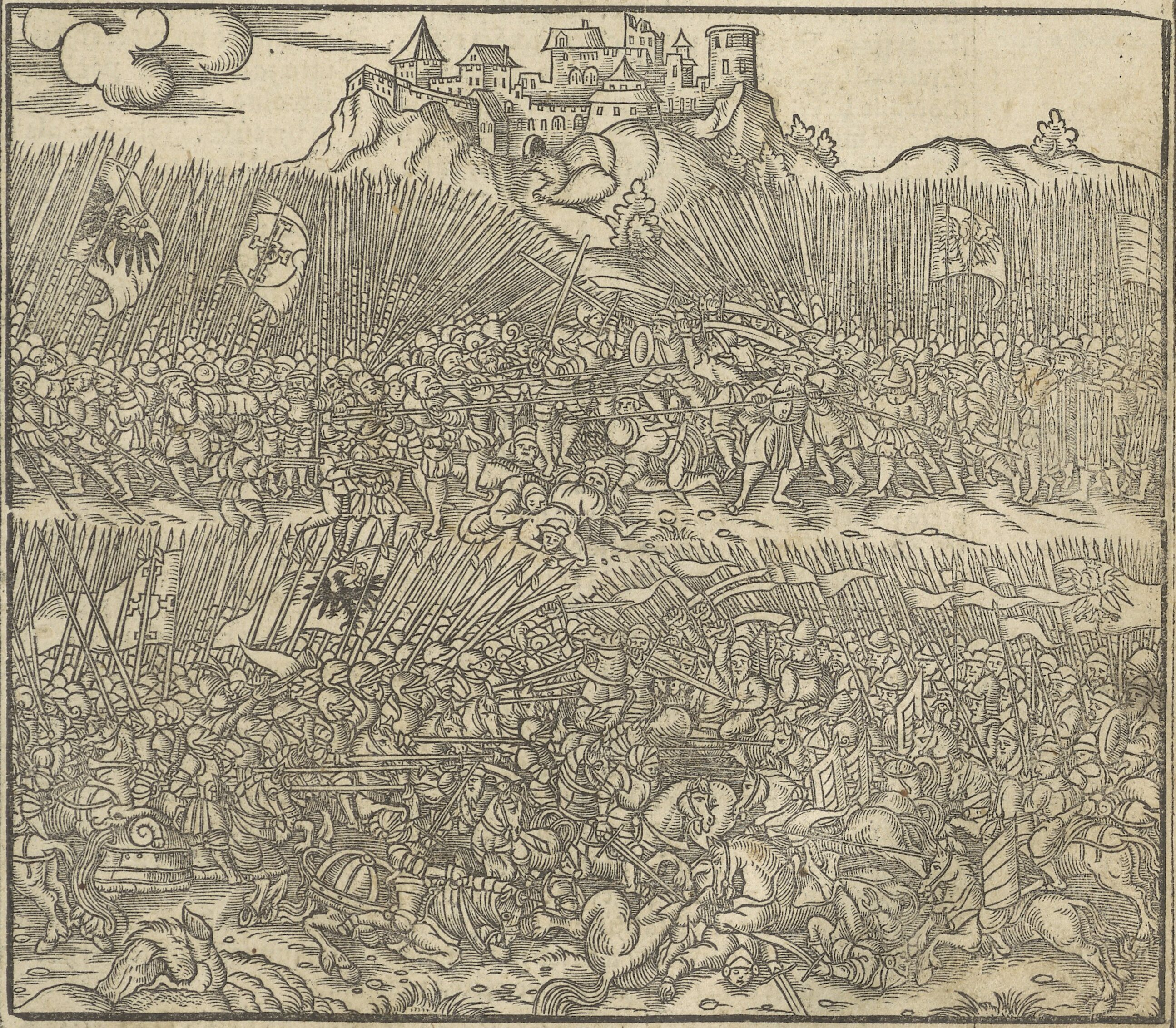
Bataille de Grunwald, par Marcin Bielski, 1564.
La bataille de Grunwald, par Jan Matejko, 1878, Musée national de Varsovie.
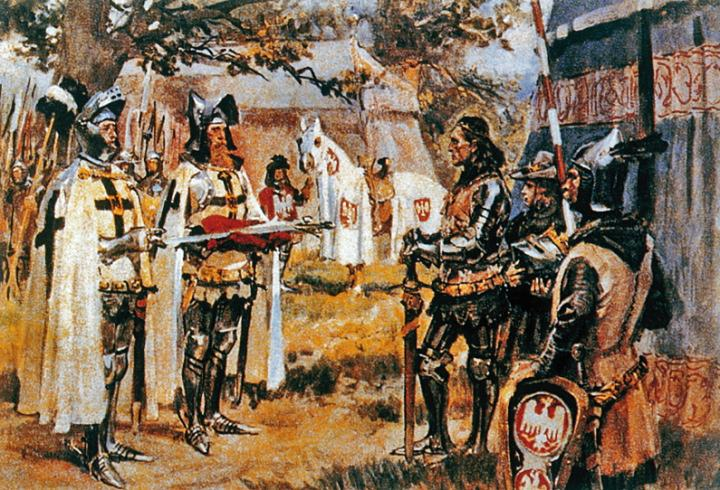
Dwa nagie miecze (Des soldats teutoniques offrant les épées de Grunwald au roi Ladislas II), par Wojciech Kossak, 1909.
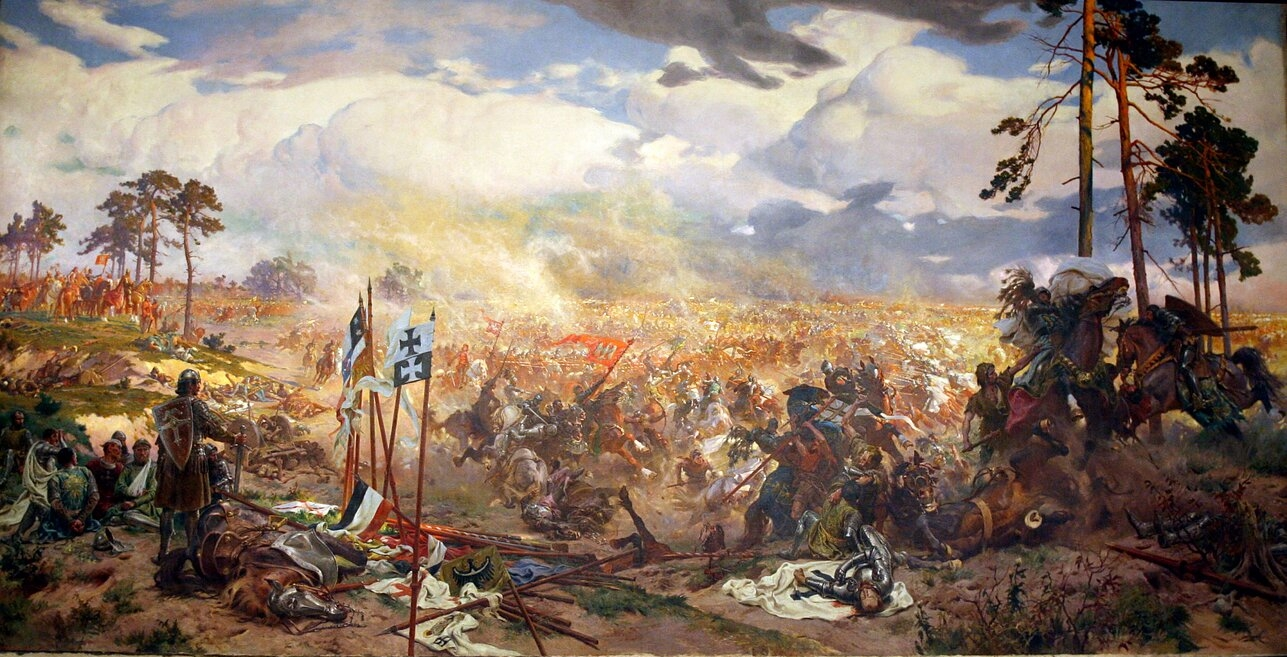
La bataille de Grunwald en 1410, par Zygmunt Rozwadowski et Tadeusz Popiel, 1910.
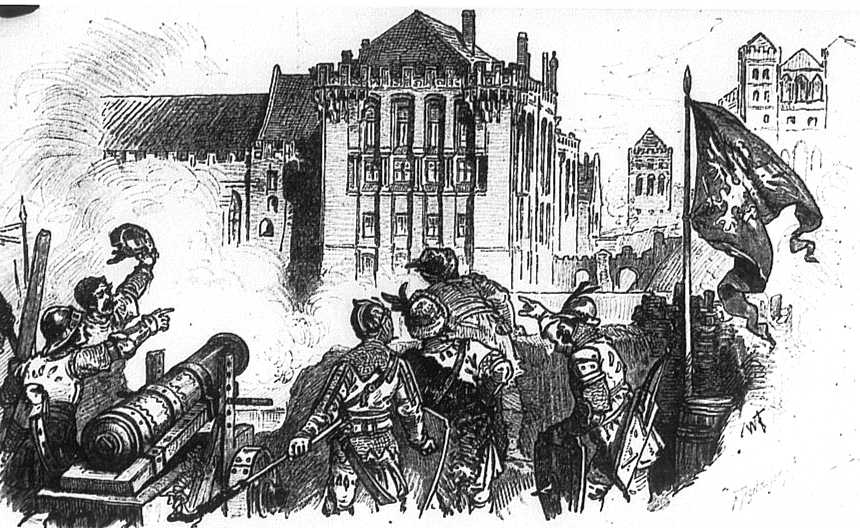
Artillerie polonaise lors du siège de Marienburg, par August Heinrich Ferdinand Tegetmeyer, avant 1912.
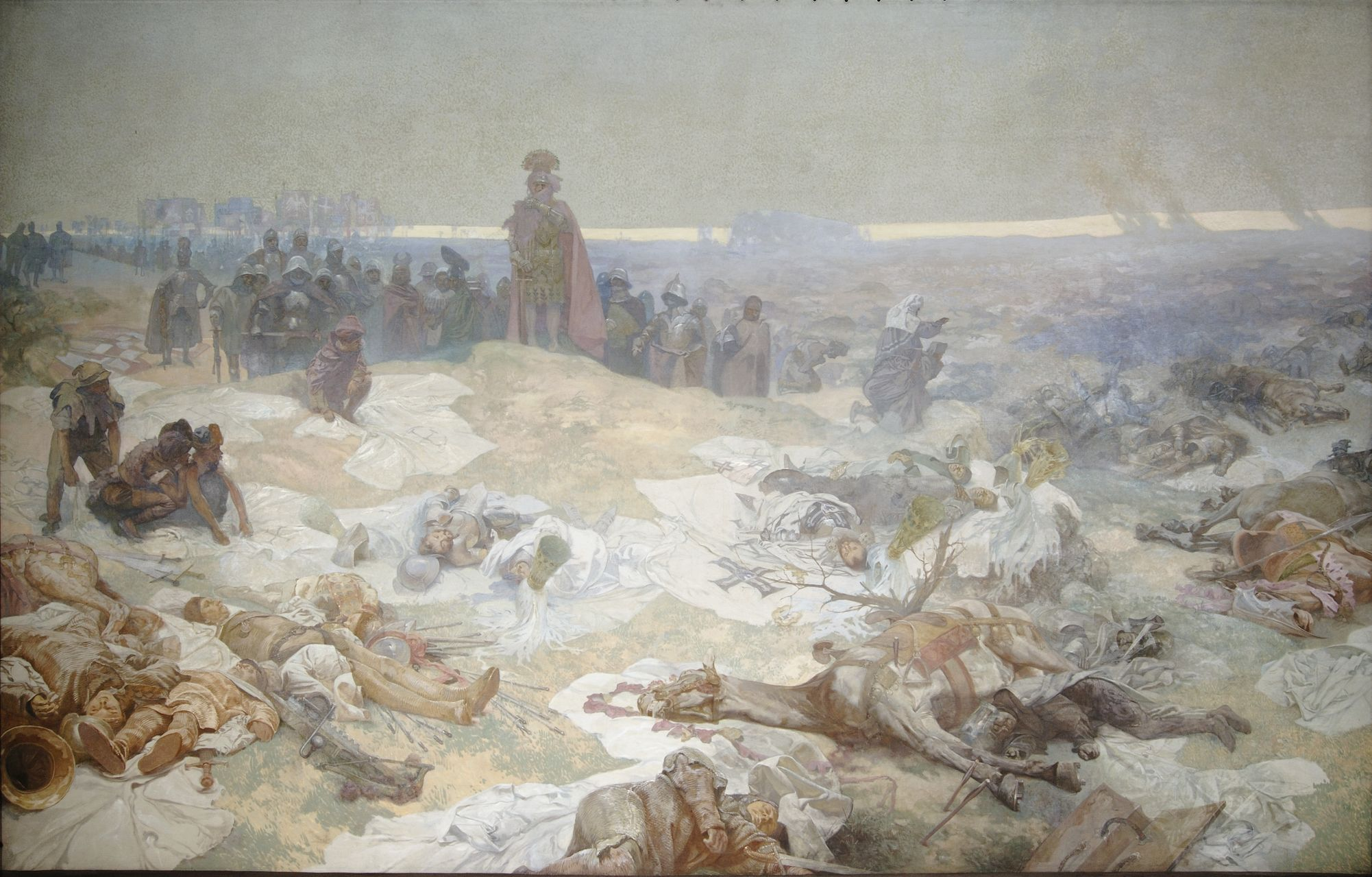
Après la bataille de Grünwald, par Alfons Mucha, 1924.

### Derniers affrontements et paix (1411-1422)

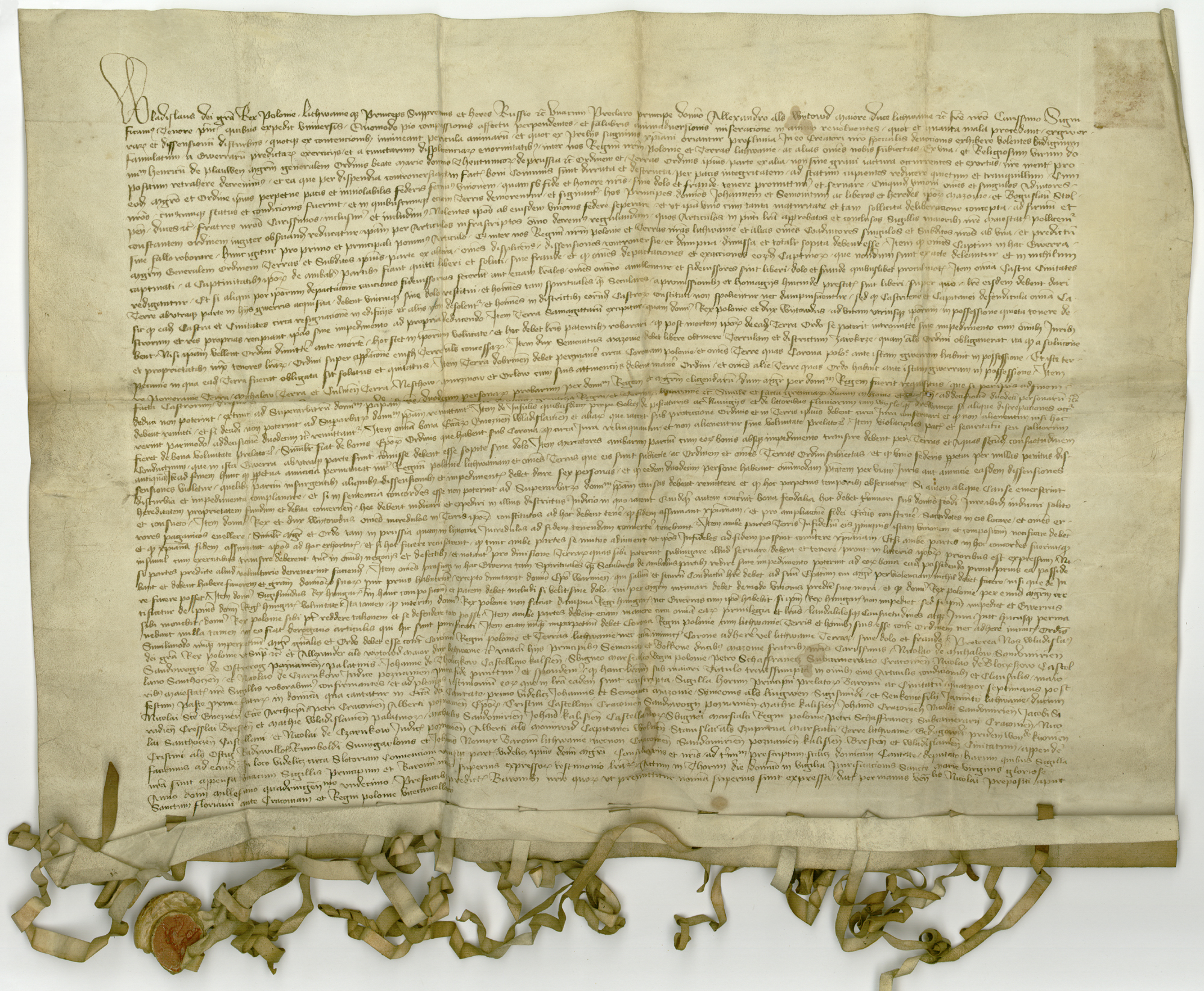
Document de la paix de Torún.

Avec la paix de Torún de 1411, l’ordre Teutonique accepte de libérer la Samogitie et de réparer les fortifications rasées. La Pologne et la Lituanie acceptent de libérer les mercenaires capturés. L’ordre cesse de faire des incursions contre les Lituaniens, qui se sont alors convertis au christianisme en raison de l’influence polonaise. Vytautas et Ladislas envoient des lettres à Novgorod pour faire la guerre à l'Ordre livonien. La Pologne dispute également la Poméranie, la Pomérélie et le Kulmerland. En août 1412, Sigismond annonce que la paix de Thorn est correcte et juste. Il nomme Benoit Makrai (en) pour enquêter sur les revendications frontalières. Makraï annonce sa décision en mai 1413, attribuant l’ensemble de la rive nord, y compris Memel, à la Lituanie,. En 1413, Vytautas et Jogaila se rendent en Samogitie pour y implanter le christianisme, détruisant un sanctuaire païen et amenant des prêtres pour prêcher à la population.
Les Teutoniques n'acceptent pas la décision. Le grand maître teutonique Heinrich von Plauen ordonne aux armées teutoniques d’entrer dans le nord de la Pologne. L’armée, commandée par Michael Küchmeister von Sternberg, retourne en Prusse après seulement 16 jours de campagne. Küchmeister dépose von Plauen et devient grand maître. Il tente de rouvrir les négociations avec la Pologne en mai 1414. À l’été 1414, les armées du roi Ladislas et du grand-duc Vytautas envahissent la Prusse, gouvernée par l’État monastique. Ils avancent à travers Osterode jusqu’en Varmie, pillant les villages et brûlant les récoltes. Küchmeister utilise la tactique de la terre brûlée dans l’espoir de priver les armées d’invasion de nourriture et de ravitaillement. Cette tactique entraîne une famine et une peste dans la région. 86 chevaliers de l’Ordre Teutonique meurent de la peste après la guerre. Le légat pontifical Guillaume de Lausanne propose de résoudre le conflit par la diplomatie et une trêve de deux ans est signée à Strasburg en octobre. Le conflit est médiatisé au concile de Constance en novembre 1414. Les droits des païens y sont également discutés. Cependant, il ne résout pas les différends territoriaux au moment où il prend fin le 22 avril 1418.

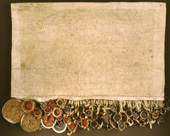
Document de la paix du lac de Melno.

Une nouvelle série de négociations, mais futiles, commence en mai 1419 à Gniewków avec le légat pontifical Bartholomée Capri, archevêque de Milan, comme médiateur. En juillet 1422, l’empereur Sigismond et les chevaliers teutoniques consacrent des ressources à une croisade contre les hussites, qui attaquent et dévastent de grandes parties de l’Allemagne. En parallèle, se dirigeant vers le sud en Terre de Chełmno, les Polonais et les Lituaniens s’emparent de Golub, mais ne parviennent pas à prendre Schönsee. Ladislas décide de mettre fin à la guerre rapidement avant que les troupes prussiennes de l’Ordre, débordées, ne puissent recevoir les renforts du Saint-Empire romain germanique demandés par Paul von Rusdorf. La trêve est signée le 17 septembre 1422 et la guerre se termine dix jours plus tard par la paix du lac de Melno, le 27 septembre 1422. Le traité est approuvé par le pape Martin V. Cela met fin aux conflits territoriaux et aux combats entre la Lituanie et les chevaliers teutoniques. Les derniers croisés étrangers arrivent en octobre 1422.

## Conséquences

### Résultats
L'objectif principal de la croisade, christianiser la Lituanie, a été accompli. Après la conversion de Jogaila, une série de mesures est adoptée visant à encourager l’installation de clercs sur le sol lituanien. Des tentatives sont faites pour accélérer la christianisation de la Samogitie, le baptême de masse des Lituaniens occidentaux ne commençant qu’un quart de siècle après celui des dirigeants et des habitants du nord du Grand-Duché. Cependant, l’activité missionnaire de courte durée, qui a eu lieu principalement à des fins de propagande, n’est pas suivie par l’établissement d’un diocèse samogitien.
Toutefois, l'ordre teutonique n'a pas réussi à conquérir les territoires qu'il convoitait : la Samogitie et Caloypede, bien qu'il puisse garder les terres de Poméranie, du Kulmerland et de Michałowska. La démarcation de la paix de Melno restera ensuite pendant des siècles. Le traité met fin à la coopération polono-lituanienne contre les Chevaliers.

### L'après

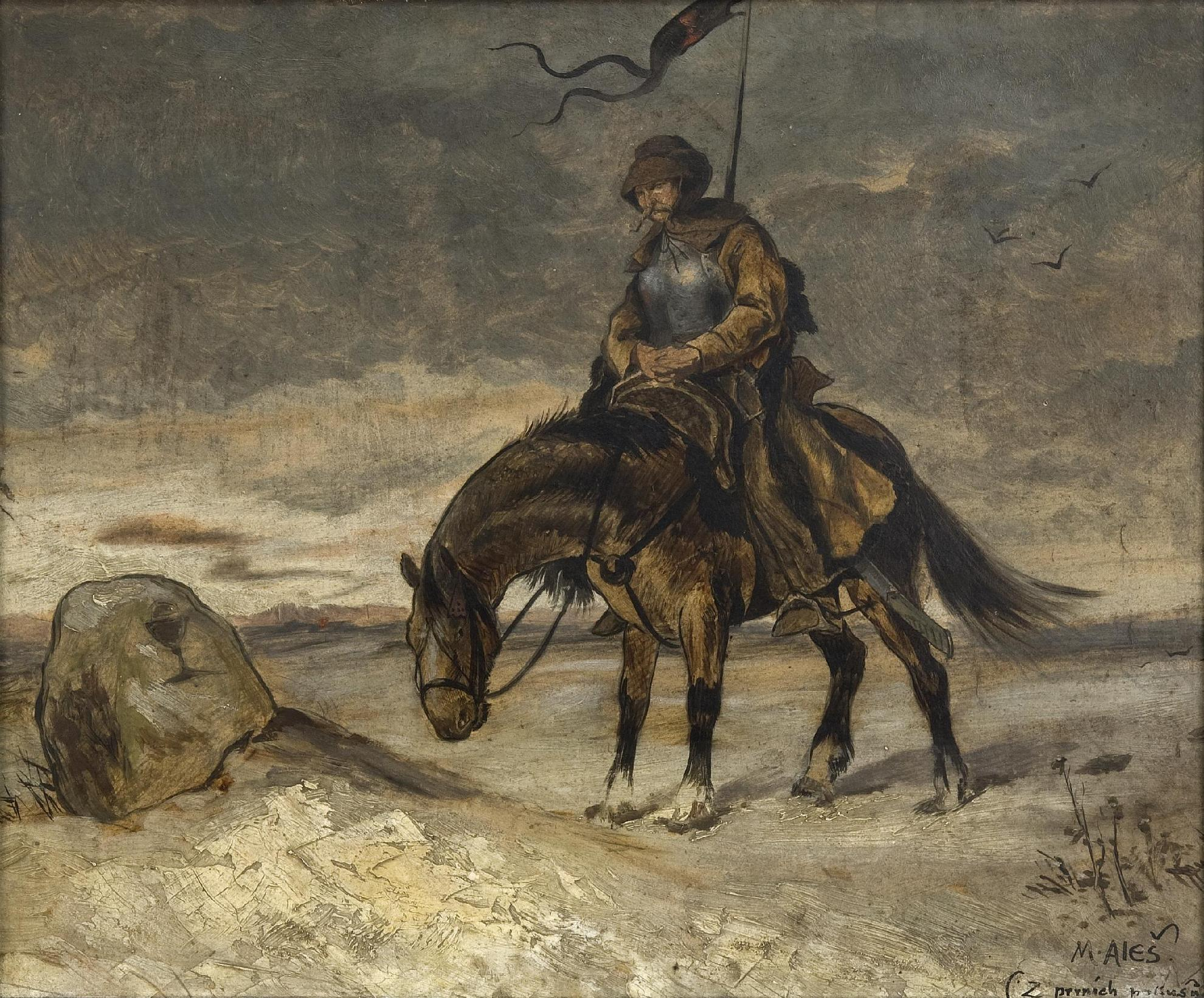
Hussite sur la mer Baltique, par Mikoláš Aleš.

Le 27 octobre 1430, Vytautas meurt subitement sans laisser d’héritier ni de testament. Il y a deux candidats catholiques pour la succession : le frère et héritier légal de Vytautas, Sigismond Kęstutaitis, et le cousin de Vytautas, Švitrigaila. Les nobles lituaniens élisent Švitrigaila comme nouveau grand-duc. Švitrigaila commence à organiser une coalition anti-polonaise plus large avec les Moldaves, les Teutoniques, les Tatars et les ducs lituaniens de l'est. Švitrigaila signe le traité de Christmemel, s'alliant avec les Teutoniques. Ladislas II déclare donc la guerre à l'ordre. À partir du 25 juin 1431, l’armée polonaise envahit la Volhynie. Un accord est conclu le 26 août, mettant ainsi fin à la guerre de Loutsk. Le 31 août 1432, des conspirateurs font un coup d'état et installent Sigismond sur le trône lituanien. Švitrigaila crée ainsi le grand-duché de Ruthénie. La Pologne s'allie avec les Hussites en 1433 pour faire campagne en Mer Baltique (pl) et occupe de nombreux territoires en Prusse teutonique dont Dirschau. Le 15 décembre 1433, une trêve est signée entre les Polonais et l’ordre à Łęczyca. En juillet et août 1433, Švitrigaila et ses alliés de Livonie attaquent Lida, Kreva et Eišiškės et dévastent les faubourgs de Vilnius, Trakai et Kaunas. Après la mort de Jogaila en 1434, les chevaliers teutoniques reprennent leur guerre contre la Pologne. Sigismond écrase ses ennemis à la bataille de Wiłkomierz. La paix ne modifie pas les frontières établies par le traité de Melno. En 1444, les trois États combattent désormais dans le même camp à la bataille de Varna pour stopper l'expansion ottomane en Europe.

### Guerre dans la forêt
Les peuples baltes et finnois, en marge de l'Europe, avaient été refoulés vers des régions de marécages et de forêts. Leur économie agricole reposait sur l'assolement biennal et l'élevage de petits chevaux robustes, bien adaptés aux conditions locales. Les Vikings n'avaient fait que frôler le pays en naviguant sur les fleuves sans pouvoir instaurer une vie urbaine. Les assemblées tribales, sous la houlette des anciens, étaient incapables d'imposer une discipline durable et seuls les Lituaniens arrivent à mettre sur pied une véritable armée pour razzier leurs voisins moins organisés. L'armement reste rudimentaire : seuls les nobles ont des épées et des cuirasses, les autres se contentent de piques, de massues et de pierres. Le missionnaire Meinhard de Holstein, à la fin du XIIe siècle, propose aux habitants de les aider à construire deux forteresses sur des îles de la Daugava s'ils acceptent de se convertir au christianisme et de payer la dîme mais une fois les forts construits, ils se moquent de lui et refusent de tenir leur part du marché. Les évêques de Riga doivent faire appel à des chevaliers allemands pour maintenir l'ordre dans leurs domaines et protéger les marchands. L'expansion allemande est interrompue par la révolte des Prussiens à la fin du XIIIe siècle et les Teutoniques doivent se défendre contre la puissance montante des Polonais, des Lituaniens et des princes slaves de Novgorod.
Les États des Teutoniques connaissent une relative prospérité : le commerce se développe, les colons allemands et polonais sont moins taxés que dans leurs pays d'origine et font figure de privilégiés par rapport aux paysans prussiens asservis. Les finances de l'Ordre continuent cependant de dépendre de l'aide en argent et en hommes envoyée par les pays occidentaux. Les domaines de l'Ordre sont alors séparés de leurs voisins par des étendues de forêts et de marécages.
Les Teutoniques ont l'avantage d'un meilleur armement et d'une maîtrise de la guerre de siège même si les Lituaniens arrivent progressivement à copier leurs techniques et à se doter d'une artillerie, fournie par leurs alliés polonais. Les Teutoniques mènent habituellement deux campagnes par an, l'une à la fin de l'été après les moissons, l'autre en hiver quand les fleuves et marais gelés offrent un passage facile. Les forteresses permettent de stocker du ravitaillement mais sont généralement trop étroites pour une armée nombreuses et, à mesure qu'ils s'éloignent de leurs bases, les Teutoniques et leurs renforts de croisés occidentaux doivent de plus en plus vivre sur le pays et sont vulnérables aux embuscades. Ils adaptent leur tactique au terrain forestier, remplacent leurs longues lances par des piques et des épées courtes et adoptent l'arbalète. En 1394, le Grand-Maître fait venir des archers anglais munis de l'arc long et des chevaliers français.
La forteresse de Kamieniets, construite vers 1276 par Volodymir, duc de Volhynie, commandait l'accès à la forêt de Kamieniets, aujourd'hui disparue. La profonde forêt de Białowieża fait partie du domaine lituanien : à la mort de Ghédimin en 1341, elle est attribuée à Olgierd qui doit la disputer à Casimir III le Grand, roi de Pologne. Les deux souverains font la paix en 1366. À la mort d'Olgierd en 1377, la partie orientale de la Lituanie revient à son fils Jagellon mais c'est Vytautas, fils de Kęstutis, qui occupe la forêt. En 1379, les Teutoniques mènent une expédition infructueuse vers Brest et Kamieniets, à la lisière de la forêt. C'est peut-être à Vytautas qu'il faut attribuer la fondation du manoir de chasse de Białowieża ; en tout cas, on sait qu'il crée un véritable parc zoologique à Knyszyn avec des bisons, élans, daims, ours et des chevaux sauvages appelés tarpans. Sous Vytautas et Jagellon, malgré la menace persistante des Teutoniques, la forêt primaire de Białowieża devient une propriété protégée des grands-ducs.

## Jugement historique

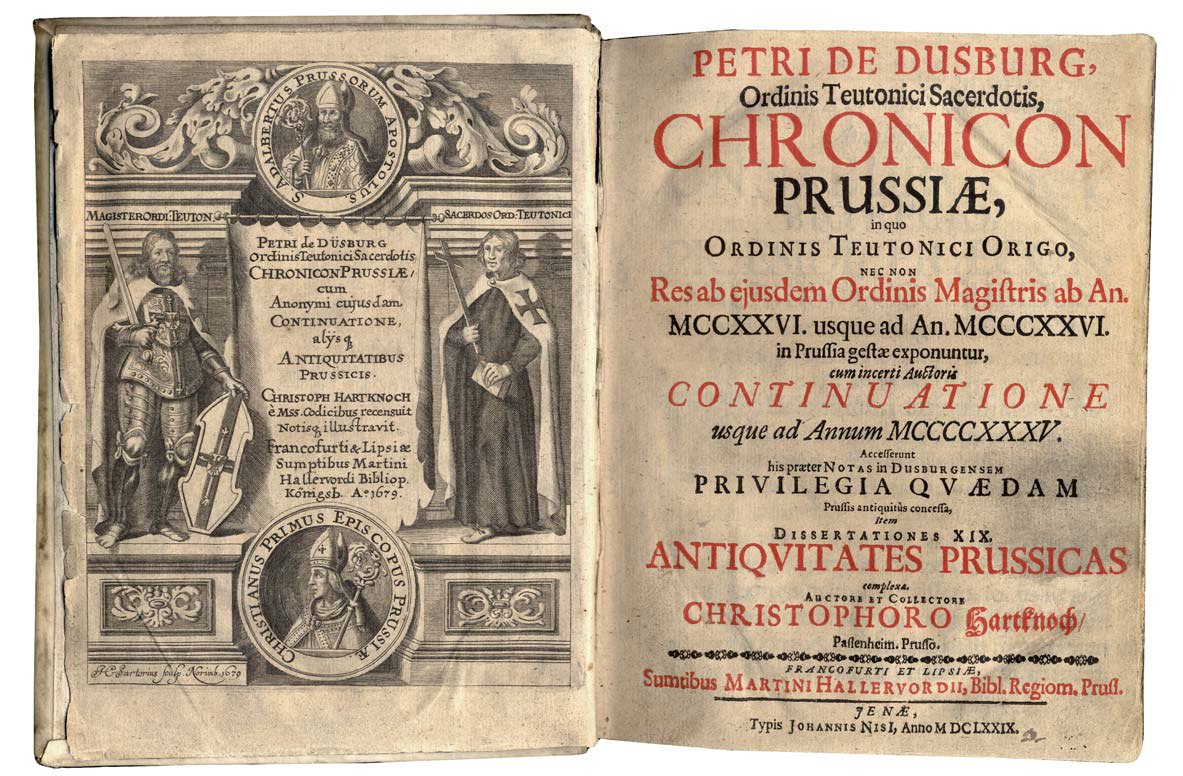
Chronicon terrae Prussiae.

La critique historiographique s’est penchée sur les événements et est parvenue à des conclusions différentes sur la croisade lituanienne selon les sources allemandes, lituaniennes ou polonaises. Sur ce point, l'historien écossais Alan Murray est intervenu en notant que « nous devrions résister à la tentation de la résumer comme une guerre entre le bien et le mal ». Le problème provient peut-être aussi du matériel des sources primaires, difficile à interpréter en raison des descriptions déformées : en fait, il y a une tendance à justifier ses actions et à salir la réputation de l’ennemi. Ces récits de propagande ressortent clairement des écrits de Pierre de Duisbourg datant d’environ 1326, tels que le Chronicon terrae Prussiae, qui pendant des siècles a généré une confusion dans la recherche historique sur les croisades.
Pour des raisons similaires, de nombreux écrits croisés contemporains commencent à se référer de manière simpliste aux Lituaniens comme aux « Sarrasins » du nord, tentant de tirer parti de l’ancienne proclamation de la nécessité d’étendre les terres chrétiennes. Les Chroniques d’Henri de Livonie, seul point de référence pour les événements qui se sont déroulés dans les premières décennies du XIIIe siècle concernant la croisade de Livonie, qui a été suivie par la croisade lituanienne, les expressions les plus fréquentes pour identifier les indigènes sont barbares, gentils, néophytes, infidèles, schismatiques, vel incolae terrae rustiques et, plus que tout autre écrit d’Henri, païens, même après la conversion. L’adoption de ces terminologies a répandu dans le reste du continent le sentiment qu’il était juste de persévérer dans la poursuite des luttes, mais à l’approche des années 1400, les idéaux qui ont justifié les croisades se sont estompés.
En Allemagne, le conflit fut largement oublié ou se limita à la dispute entre l’ordre Teutonique et le Royaume de Pologne. Des annalistes tels que Wigand de Marbourg ont également rendu la reconstitution des événements plus compliquée, car ils combinaient souvent des faits établis avec des témoignages oraux, des récits folkloriques et mythologiques. Dans les livres d’histoire datant du xixe siècle et jusqu’au début du xxe siècle, la croisade lituanienne est minimisée et seuls des épisodes favorables isolés ou la construction de merveilleuses colonies qui sont devenues disponibles pour les colons allemands sont racontés. La résonance plus faible pourrait être due à la violence particulière qui a marqué le conflit ou peut-être, de manière plus réaliste, aux divers échecs rapportés dans la lutte contre le Grand-Duché. De l’avis de l'historien américain William Urban, seules les analyses modernes, menées de manière plus prudente et plus confiante des résultats archéologiques, ont permis aux historiens d’éliminer de leurs travaux la rétropensée politique présente jusqu’à la fin des années soixante.
Le conflit est perçu de manière diamétralement opposée dans la Lituanie d’aujourd’hui. En raison des derniers siècles troublés de l’histoire qu’a connu la Lituanie, la fin du Moyen Âge est perçue comme « l’âge d’or » de la Lituanie. Il s’agit notamment des nombreuses conquêtes faites en Orient au xive siècle et de la victoire dans la croisade contre les chevaliers teutoniques dans la première décennie du xve siècle. Au Moyen Âge, des historiens comme Jan Długosz s’appuient sur des chroniques lituaniennes : ces trois collections comprennent diverses informations relatives au Grand-Duché mais, destinées à glorifier les origines des pays baltes, elles sont souvent considérées comme peu fiables. Les archives historiographiques comprennent également les lettres personnelles des souverains lituaniens Ghédimin, Olgierd et Vitautas, souvent écrites en vieux-slave, en allemand ou en grec. Ces récits politiques sont complétés par des documents culturels tels que ceux de Michalo Lituanus (De moribus tartarorum, lituanorum et moscorum) et de Simonas Daukantas. La recherche historique lituanienne moderne a été fortement influencée par la culture et les restrictions soviétiques jusqu’à il y a quelques décennies. Une étude lituanienne bien connue d’Edvardas Gudavičius, Kryžiaus karai Pabaltijyje (« Croisades dans les pays baltes »), dont le contenu est écrit de manière à ne pas être censuré par l’Union soviétique, a minimisé la capacité des Lituaniens à préserver leur indépendance et a surestimé le rôle des papes médiévaux dans la direction des croisades du Nord.